# Mănăstirea Probota
Mănăstirea Probota (după denumirea veche Mănăstirea Pobrata) este o mănăstire ortodoxă din România, construită în anul 1530 în satul Probota (care aparține în prezent de orașul Dolhasca din județul Suceava) de către domnitorul Petru Rareș. Biserica mănăstirii are hramul Sfântul Nicolae (sărbătorit în fiecare an la data de 6 decembrie).
Mănăstirea Probota a îndeplinit rolul de necropolă domnească a Moldovei (1522-1677), aici aflându-se mormintele domnitorilor Petru Rareș (1527-1538, 1541-1546) și Ștefan Rareș (1551-1552), al Doamnei Elena Rareș și ai altor membri ai familiei domnitoare a Moldovei.
Mănăstirea Probota a fost inclusă pe Lista monumentelor istorice din județul Suceava din anul 2015, având codul de clasificare SV-II-a-A-05592  și fiind formată din 6 obiective:
- Biserica „Sf. Nicolae” - datând din 1530 și având codul SV-II-m-A-05592.01;
- Clisiarnița - datând din 1530 și având codul SV-II-m-A-05592.02;
- Ruinele caselor domnești - datând din 1530 și având codul SV-II-m-A-05592.03;
- Ruinele clădirilor din incintă - datând din sec. XVI-XVII și având codul SV-II-m-A-05592.04;
- Turnurile de colț - datând din sec. XVI și având codul SV-II-m-A-05592.05 și
- Zidul de incintă - datând din 1550 și având codul SV-II-m-A-05592.06.

În anul 1993, Organizația Națiunilor Unite pentru Educație, Știință și Cultură (UNESCO) a inclus Biserica „Sf. Nicolae” din cadrul mănăstirii, împreună cu alte șapte biserici din nordul Moldovei (Arbore, Humor, Moldovița, Pătrăuți, „Sf. Ioan cel Nou” din Suceava, Voroneț și Sucevița), pe lista patrimoniului cultural mondial, în grupul Bisericile pictate din nordul Moldovei.

## Istoric

### Ctitorirea

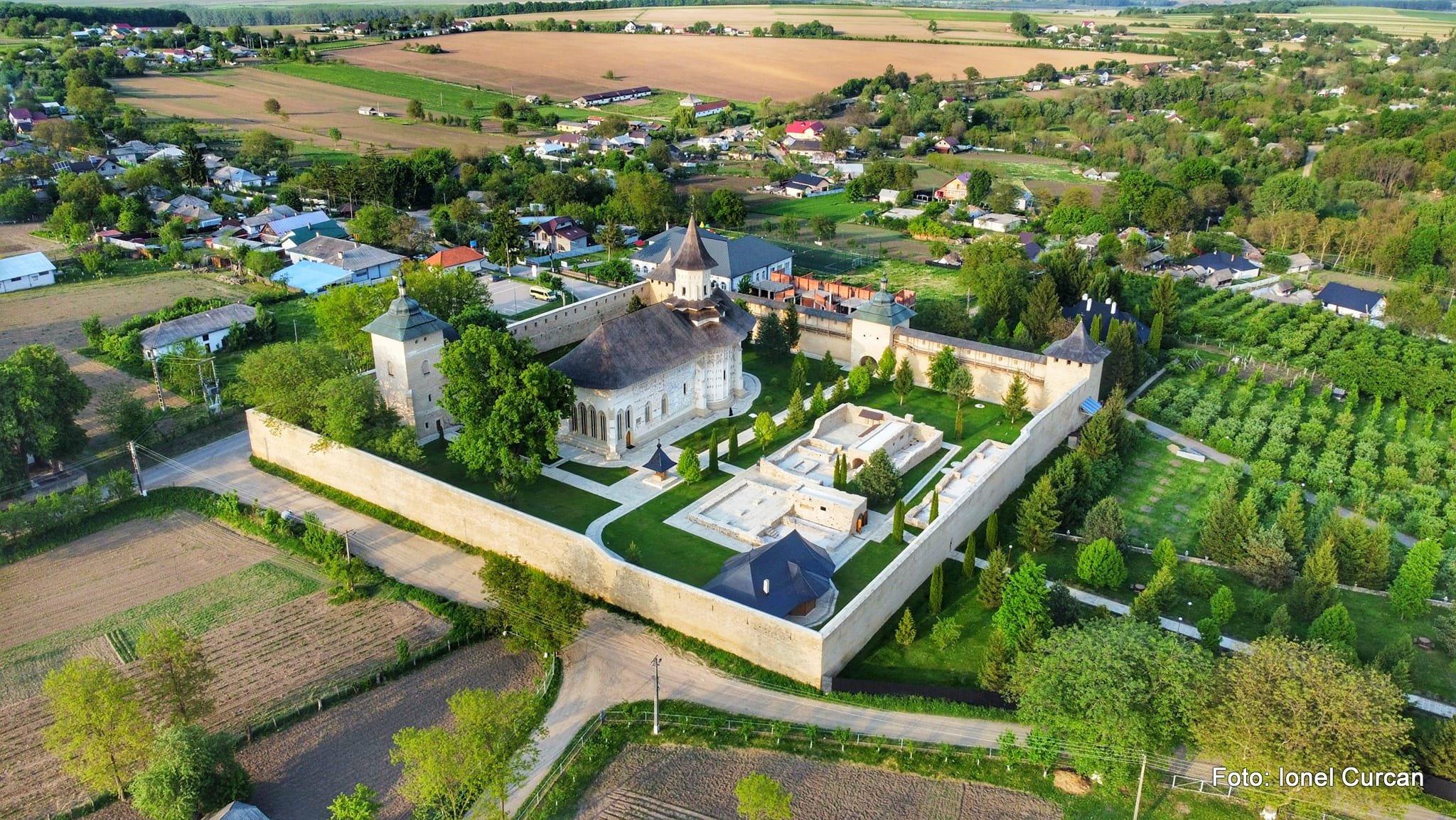
Mănăstirea Probota, vedere de sus

În anul 1391, în timpul domniei lui Petru Mușat (1375-1391), izvoarele vremii consemnează existența Bisericii "Sf. Nicolae" în Poiana Siretului. Acest lăcaș de cult era construit din lemn de stejar, fiind una dintre cele mai vechi biserici atestate pe teritoriul Moldovei. Locul unde a fost construit acest lăcaș de cult nu este cunoscut, din denumirea sa rezultând că se afla în mijlocul unei păduri. El este menționat din nou într-un document din 2 iulie 1396.
Peste câteva decenii, domnitorul Alexandru cel Bun (1400-1432) a clădit o nouă biserică, de această dată din piatră, mai la vale, de-a lungul pârâului Probota. 
În 29 noiembrie 1443, domnitorul Ștefan II-lea dă uric de fondare și întărire a mănăstirea Pobrata (astăzi- Probota), cu hramul ”părintelui nostru și făcătoriului de minuni Nicolae”.
În această biserică, Ștefan cel Mare a îngropat-o pe mama sa, Oltea Doamna, decedată în 1465. Lăcașul de cult a fost avariat de un cataclism, fiind reconstruit de Ștefan cel Mare. Nici acest lăcaș de cult nu are viață lungă, fiind dărâmat în urma unei alunecări de teren. Urmele acestei biserici se mai văd și astăzi.
Petru Rareș (1527-1538, 1541-1546) a zidit o biserică nouă, pe un platou care domină valea Siretului, la circa 300 m vest de ultimul amplasament. Într-un document din 16 aprilie 1527, deci la scurtă vreme după urcarea pe tron (la 20 ianuarie 1527), Petru Rareș declara că "am zidit mănăstirea Pobrata și am înfrumusețat-o și am isprăvit-o și am miluit-o cu sate și cu metoace". Din acest document rezultă că domnitorul dăruise un sat chiar în ziua sfințirii bisericii, presupusă de Nicolae Stoicescu a fi chiar data documentului.
Cronicarul Grigore Ureche menționează în Letopisețul său că Petru Rareș a început construirea Mănăstirii Probota în anul 1528, ridicând-o până la jumătate în prima sa domnie și săvârșind-o în a doua sa domnie ("Pre acéle vremi Pătru vodă au urzit mănăstirea Pobrata și o au zidit-o pănă în jumătate." , "Iară daca să întoarse Pătru vodă de la Țara Ungurească, într-acéia laudă au sfârșit mănăstirea Pobrata, carea era zidită de dânsul și o au sfințit." ). Această afirmație este însă eronată, deoarece în pisanie se spune că biserica a fost finalizată în anul 1530. Lăcașul de cult a fost pictat în interior și exterior în 1532.

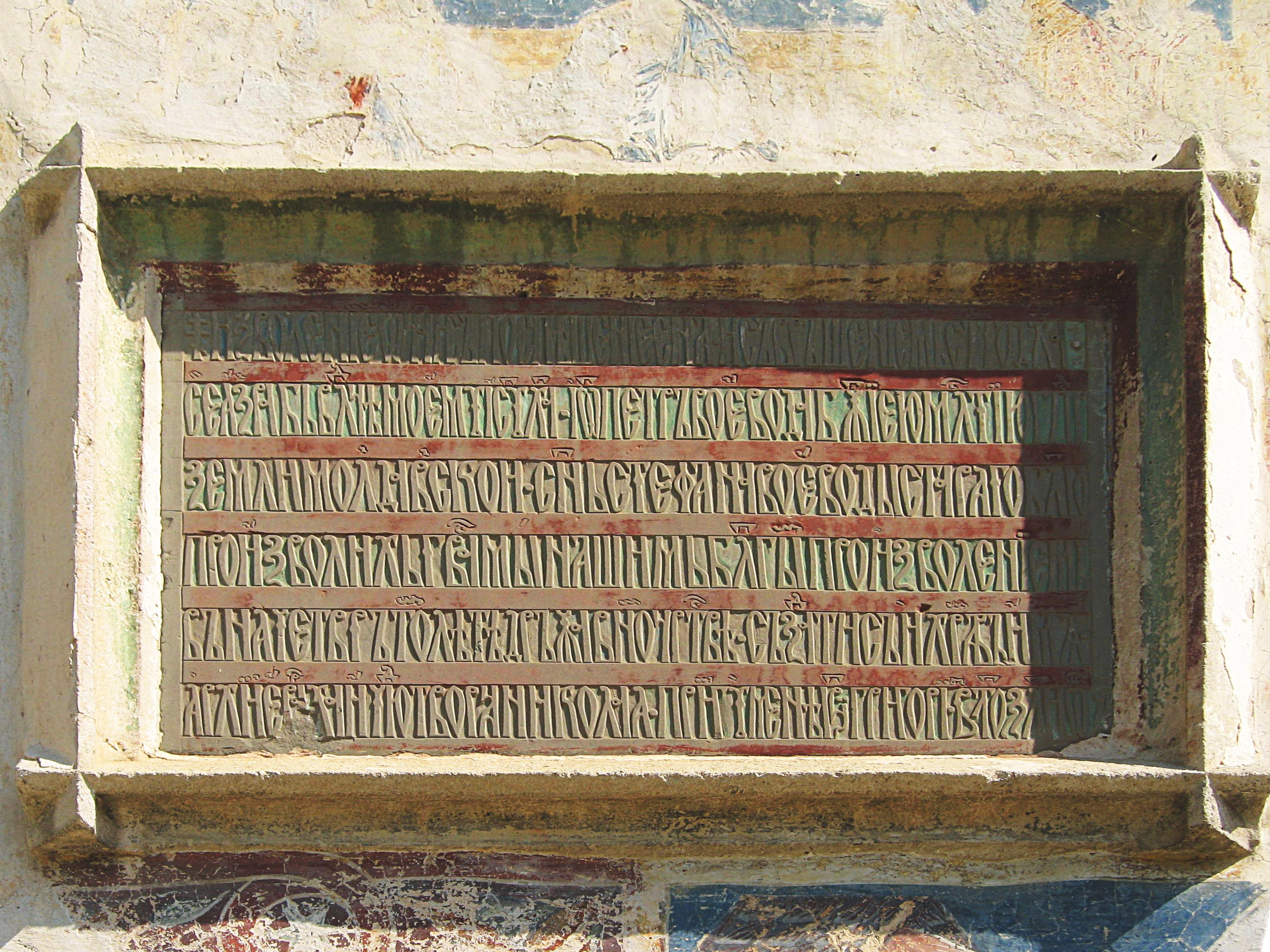
Pisania bisericii

Pe peretele sudic al pridvorului, în dreapta ușii gotice, se află pisania scrisă în limba slavonă și care are următorul text: "Cu vrerea Tatălui și cu ajutorul Fiului și cu săvârșirea Sfântului Duh, iată eu robul stăpânului meu Iisus Hristos, Io Petru Voievod, cu mila lui Dumnezeu Domn al Țării Moldovei, fiul lui Ștefan Vodă cel Bătrân, a binevoit domnia mea cu buna mea voie, în al patrulea an al stăpânirii (mele) împărătești, a zidit acest hram întru numele arhiereului și făcătorului de minuni Nicolae, fiind egumen kir Grigorie, în anul 7038 oct(ombrie) 16." (1530).
Se pare că domnitorul a fost îndemnat să ctitorească această biserică de către vărul său, Grigorie Roșca, care a fost și primul egumen al Mănăstirii Probota (1527-1546) și a devenit apoi mitropolit al Moldovei (1546-1551). În acest sens stă mărturie o scrisoare trimisă de mitropolitul Grigorie către călugării mănăstirii (în care afirmă că el a fost cel care l-a îndemnat pe Petru Rareș să construiască mănăstirea "din pajiște, cu toată înfrumusețarea"), precum și pomenirea numelui său în pisanie. Tot mitropolitul Grigorie l-a îndemnat pe domnitor să-și aleagă ca necropolă Mănăstirea Probota în loc de Putna, ceea ce a provocat protestele putnenilor, care "au lătrat mult" și l-au blestemat pe fostul mitropolit.
Mănăstirea Probota a beneficiat de o atenție deosebită din partea domnitorului Petru Rareș. Acesta i-a întărit toate daniile mai vechi pe care le primise Biserica "Sf. Nicolae" din Poiana Siretului, adăugându-i sate noi și înzestrând-o cu odoare de preț. Ctitoria rareșiană a devenit necropolă voievodală. În septembrie 1546, domnitorul Petru Rareș a fost înmormântat în biserica ctitorită de el. Acest moment este relatat astfel de către cronicarul Grigore Ureche: "Pătru vodă fiindu bătrân de zile și căzându în boală grea, au plătitu datoriia sa, ce au fostu dator lumii și s-au săvârșit septemvrie 2, vineri, la miiazănoapte și cu cinste l-au îngropat în mănăstire în Pobrată ce este făcută de dânsul, cu multă jale și plângere, ca după un părinte al său".

### Extinderea ansamblului

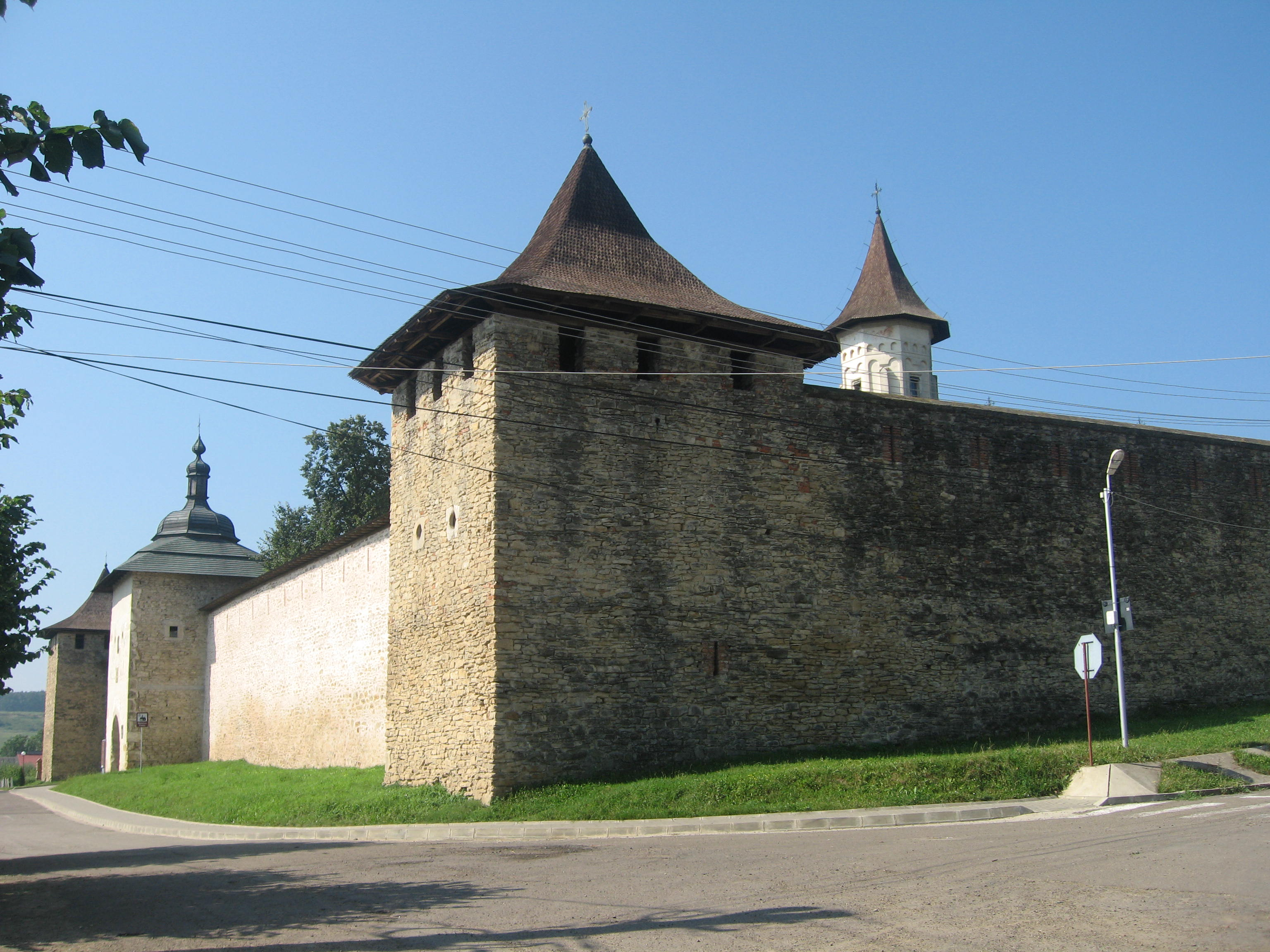
Mănăstirea Probota

După moartea voievodului, în anul 1550, Doamna Elena și trei copii ai săi (Iliaș Voievod, Ștefan și Constantin) închideau biserica cu un zid gros de incintă, cu trei turnuri de apărare pe latura estică, mănăstirea semănând astfel cu o cetate medievală. Iliaș Rareș a construit în incintă locuințe domnești. În biserica mănăstirii au fost ulterior înmormântați domnitorul Ștefan Rareș (care urcase pe tron după fratele său, Iliaș, și domnise în perioada 1551-1552) și Doamna Elena Rareș (decedată în 1553). În anii următori, în mănăstire au fost îngropați unii dregători și familiile lor, printre aceștia menționând pe episcopul Mitrofan de Rădăuți (+ 1552), pârcălabul Frățian (+ 1544), pârcălabul Nicoară Hâra (+ 1545) sau pe marele vistiernic Stroici.
Pe la mijlocul secolului al XVI-lea, mai precis în anii imediat următori ridicării zidului de incintă (1550), au fost construite în incinta mănăstirii patru clădiri din zidărie masivă de piatră legată cu mortar de var/nisip (o clădire cu rol de stăreție în partea sudică, o clădire cu rol de cuhnie și brutărie lipită de zidul de incintă sudic, o clădire cu rol de trapeză a obștii monahale ridicată în partea de sud-est a incintei, și o anexă gospodărească aflată în colțul sud-vestic.
Potrivit mărturiilor documentare, Mănăstirea Probota a fost prădată în anul 1622 de tâlhari, care au incendiat unele clădiri din incintă și au profanat unele morminte. Distrugerile au fost confirmate de cercetările arheologice. În anul 1646, s-a început o serie de lucrări de refaceri și restructurări ale ansamblului. Lucrările s-au desfășurat în etape succesive și au durat până spre 1680. Acele ample reparații începute de Vasile Lupu în anul 1646 erau menționate într-o pisanie - astăzi pierdută - văzută la sfârșitul secolului al XIX-lea și transcrisă de episcopul Melchisedec Ștefănescu.
Domnitorul Vasile Lupu (1634-1653) a refăcut parțial zidurile de incintă, turnurile de colț și acoperișul bisericii și a construit o a doua casă domnească, la sud de biserică. Biserica a fost acoperită de postelnicul Iorga, iar clisiarnița și turnul de către vornicul D. Șoldan.
Într-un document din 12 ianuarie 1664 se menționează că hatmanul Gheorghe Coci (fost paharnic) promisese "să direagă trăpăzăria cia di peatră și maghernița și chelăriile și să o acopere". El a reparat în 1646 numai trapezăria "iară din lotru ci-au fostu stricat nemică n-au dires", deși călugării "au dodeit de multe ori la hatmanul să-și istovască lucrul precum au grăit". Din cauza faptului că el nu a mai continuat reparațiile, "s-au răsăpit și chelăriile și maghernița".
În secolul al XVII-lea au avut loc ample modificări ale structurilor clădite. A avut loc o amplă refacere a zidurilor de incintă (parțial zidurile de pe laturile de est și vest și în întregime cel de pe latura sudică). S-a renunțat la trapeza din partea de sud-est a incintei și la anexa gospodărească din colțul sud-vestic și s-a renunțat la partea supraterană a clădirii cu rol de stăreție (pivnițele au mai fost folosite până spre sfârșitul secolului al XVIII-lea, când au fost definitiv abandonate și umplute cu pământ). Clădirea cu rol de cuhnie și brutărie lipită de zidul de incintă sudic a fost refăcută și a preluat și rolul de trapeză. S-a construit în partea sudică o clădire nouă, care a preluat funcțiile celorlalte construcții dezafectate, un corp de chilii lângă zidul de incintă estic și o construcție care adăpostea două sau trei spații locuibile și spații de depozitare, în partea de nord a incintei. O mare parte a acestor lucrări au fost săvârșite în perioada 1676-1677 din dispoziția mitropolitului Dosoftei Barilă.
Mănăstirea Probota a fost un valoros centru de cultură românească medievală. Aici și-au desfășurat activitatea patru mitropoliți cărturari ai Moldovei: Grigorie Roșca (primul egumen al Probotei, mitropolit în perioada 1546-1551) - în prima jumătate a secolului al XVI-lea, Gheorghe Movilă (călugărit la Probota, mitropolit în perioadele 1588-1591 și 1595-1605) și Teodosie Barbovschi (călugărit la Probota, mitropolit în perioada 1605-1608) - în a doua jumătate a secolului al XVI-lea și Dosoftei Bărilă (călugărit în 1648 la Probota, mitropolit în perioadele 1671-1674 și 1675-1686).

### Decăderea
În anul 1677, mitropolitul Dosoftei a închinat Mănăstirea Probota și moșiile ei Bisericii Sfântului Mormânt de la Ierusalim. Aici s-au instalat călugări greci care nu s-au îngrijit de conservarea ansamblului mănăstiresc, nepăsarea lor ducând la degradarea în timp a ctitoriei lui Petru Rareș. Cu toate acestea, s-au efectuat unele lucrări sumare de reparații în 1785 și o acoperire a bisericii în 1835. Pe lângă nepăsare, călugării greci au dat dovadă și de nepricepere. Astfel, reparațiile efectuate în jurul anului 1844 mai mult au dăunat monumentului. Picturile murale interioare din altar, naos și încăperea mormintelor au fost acoperite cu zugrăveli în tehnica „a secco”, în stil neorealist, realizate grosolan și de proastă calitate. De asemenea, ferestrele gotice din pridvor și pronaos au fost zifite unele în întregime, iar altele doar în parte.
La 15 septembrie 1863, prin efectul Legii secularizării averilor mănăstirești, domeniile și bunurile mănăstirii trec în proprietatea statului. Mănăstirea Probota este desființată, iar biserica "Sf. Nicolae" devină biserică parohială a satului. Clădirile din complexul monahal încep să se degradeze, iar chiliile și locuințele domnește sunt mistuite de un incendiu de la începutul secolului al XX-lea. Resturile rămase sunt furate de săteni și folosite pentru construcția de case sau anexe gospodărești.
După decenii în care a stat în uitare, Mănăstirea Probota a revenit în atenția publică în 1904, când s-au împlinit 400 de ani de la moartea lui Ștefan cel Mare. Atunci a fost adusă în biserică piatra de mormânt a Doamnei Oltea, mama fostului domnitor. În anul 1925, un călugăr care a vrut să curețe pictura din pridvor a șters cu cârpe ude picturile bolții, distrugând unele chipuri și alterând tonurile altor picturi.
Între anii 1934-1937, Comisiunea Monumentelor Istorice a efectuat unele lucrări de restaurare a bisericii și clisiarniței, sub coordonarea arhitectului Horia Teodoru. S-a decapat tencuiala exterioară care acoperise ferestrele din pridvor și pronaos, s-au reconstruit muluerile gotice ale ferestrelor din pridvor, s-a refăcut acoperișul bisericii și soclul etc. În anul 1952 au fost efectuate o serie de săpături arheologice. În 1986, s-au desfășurat lucrări de consolidare a bisericii, fiind înlocuit acoperișul de șiță cu unul nou care respecta însă formele învelitorilor tradiționale, compartimentate ale bisericilor din Moldova, după cum apăreau în tablourile votive. În 1992 au fost realizate intervenții urgente de consolidare a fracturilor și desprinderilor de strat pictural din turlă și din exteriorul bisericii.

### Reînființarea așezământului monahal
În anul 1993, arhiepiscopul Pimen Zainea al Sucevei și Rădăuților a reînființat Mănăstirea Probota, dar cu obște de maici. S-au construit ulterior noi corpuri de chilii, clădiri administrative și spații de cazare pentru pelerini în afara incintei mănăstirești.
În același an (1993), Biserica "Sf. Nicolae" din cadrul Mănăstirii Probota a fost inclusă de către Organizația Națiunilor Unite pentru Educație, Știință și Cultură (UNESCO) pe lista patrimoniului cultural mondial, în grupul Bisericile pictate din nordul Moldovei. Acest fapt a dus la creșterea interesului față de acest monument istoric. În anii 1994 și 1995, Ministerul Culturii a finanțat o campanie de cercetări arheologice care a vizat în cea mai mare parte numai investigarea interiorului bisericii mănăstirii. Cercetările arheologice au fost coordonate de arheologul Voica Maria Pușcașu.
Complexul monahal de la Probota a fost supus între anii 1996-2001 unui amplu proces de cercetare, restaurare și valorificare. Programul „International Support for the Restoration and the Preservation of Probota Monastery” a fost finanțat de Japan Trust Fund for World Heritage, fondurile fiind administrate de UNESCO.
Programul UNESCO avea ca obiective principale restaurarea complexului mănăstiresc (lucrări de curățare, consolidare și integrare a învelișului pictural din interiorul și exteriorul bisericii, precum și restaurarea arhitecturii ansamblului) și finalizarea
lucrărilor de cercetare arheologică în aria incintei mânăstirești. Lucrările de restaurare au fost coordonate de directorul de proiect Ignazio Valente și au presupus o conlucrare a mai multor colective de cercetători din centrele universitare București și Iași (din care au făcut parte experții UNESCO delegați din România: Oliviu Boldura, Tereza Sinigalia, Voica Maria Pușcașu, Ion Sandu și Cătălin Hîrban), la care s-au adăugat unii specialiști de marcă din instituții europene (Agnes Brokerhof – Olanda, Heinz Leitner – Austria, Christine Blauer Bohme – Elveția, Francesco Ciulla – Italia, Fabrizio Bandini - Italia și Roger Capps - Anglia), plus câțiva experți japonezi de arhitectură (Riichi Miyake, Yoshimasa Owada).
Săpăturile arheologice din exteriorul bisericii au fost efectuate sub conducerea arheologului Voica Maria Pușcașu și a directorului de proiect, Ignazio Valente. S-au efectuat cercetări arheologice în zona sudică a incintei monahale, vestigiile de arhitectură medievală descoperite fiind conservate. Alte săpături au fost realizate în zona nordică și cea vestică a incintei (inclusiv în cea din preajma turnului clopotniță și a clisiarniței).
De asemenea, s-au efectuat lucrări de reparații (au fost înlocuite ferestre, s-a instalat un nou sistem de încălzire prin pardoseală, s-a reparat acoperișul etc.), s-a restaurat iconostasul și alte piese de mobilier. Aflate într-o stare de conservară precară, frescele interioare și exterioare ale Bisericii „Sf. Nicolae” au fost consolidate, stabilizate și integrate structurală. S-a scos la lumină fresca interioară originală (din 1532), prin contribuția unor restauratori de pictură murală din România, Austria, Italia, Germania, Franța, Polonia, Cehia, Elveția și Columbia.
În prezent, Mănăstirea Probota are în proprietate 25 ha teren arabil, 3 ha de livadă, o grădină de zarzavat și o gospodărie anexă cu păsări și animale. În cadrul mănăstirii funcționează un atelier de pictură (unde se pictează icoane pe lemn și se încondeiază ouă) și unul de croitorie (în care se confecționează haine monahale doar pentru personalul mănăstirii). Maicile de aici desfășoară o activitate socială concretizată în oferirea de mâncare caldă unor bătrâni și familii nevoiașe din satul Probota sau în ajutor acordat copiilor din familii cu probleme la rezolvarea temelor școlare.

## Biserica "Sf. Nicolae"
Biserica "Sf. Nicolae" este o capodoperă a arhitecturii medievale românești și se remarcă prin silueta elegantă, bogăția de forme și elemente arhitecturale, rafinamentul artistic, măiestria și complexitatea ornamentației, ca și prin strălucita execuție a picturilor care redă cu naturalețe și realism zbuciumul sufletesc al personajelor.

### Arhitectură

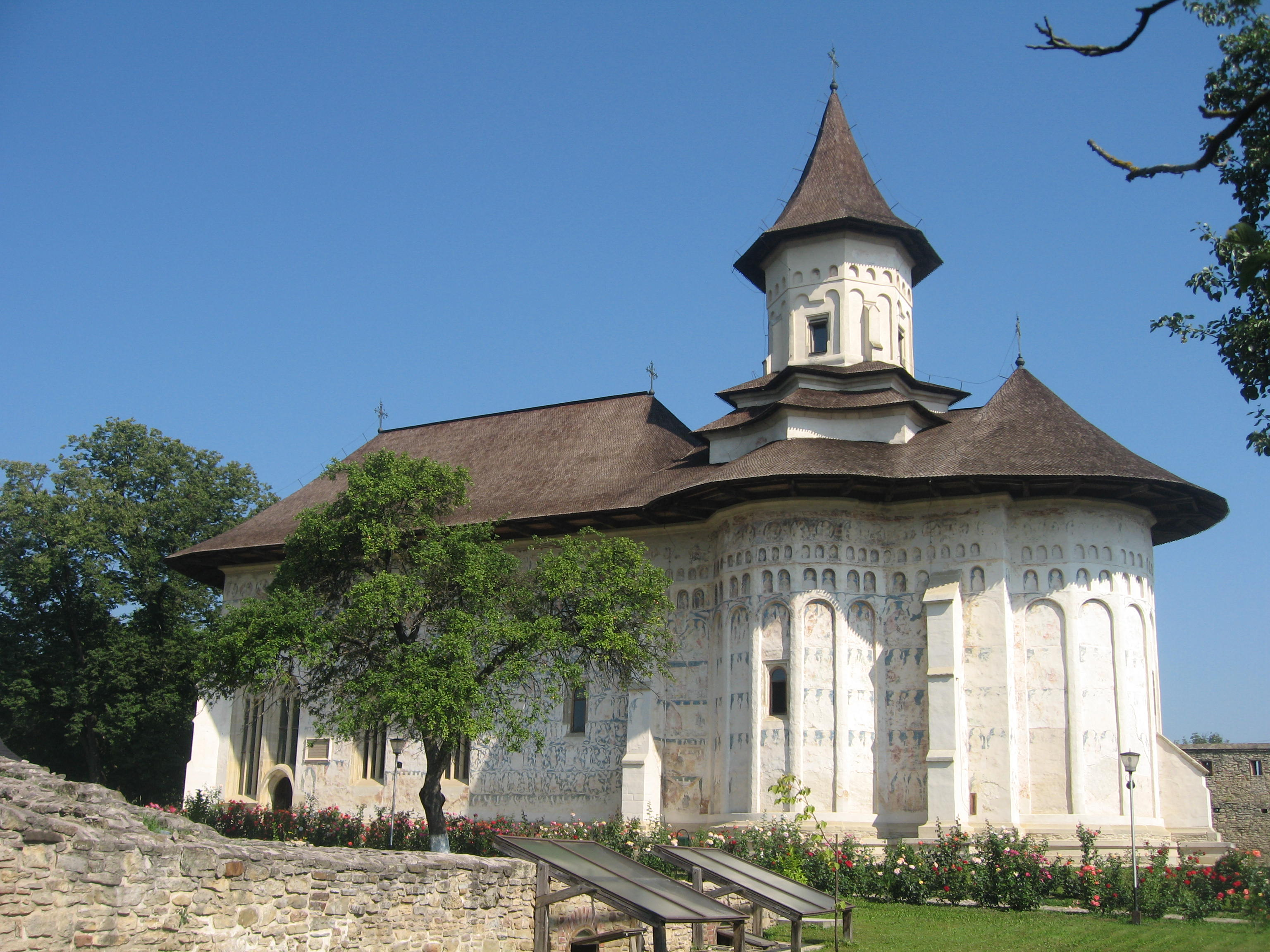
Biserica "Sf. Nicolae" - latura sudică

Biserica este construită din piatră brută, cu asize de câte trei rânduri de cărămidă, dispuse orizontal. Planul construcției este triconc, după tradiția bizantină. Biserica este susținută de 7 contraforturi: două se află în colțurile exonartexului (pridvorului), câte două încadrează cele două abside laterale și un picior de contrafort susține absida altarului.
Absidele laterale sunt pentagonale și încadrate de câte două contraforturi, iar absida altarului este heptagonală. Absidele sunt împodobite cu arcade oarbe, având deasupra lor două rânduri de ocnițe (mari și mici). Ocnițele mari se întind de la o absidă laterală la celalaltă, pe când ocnițele mici se prelungesc până în dreptul pridvorului.
Acoperișul bisericii este din șindrilă și a avut două boltituri mici la capete. Ulterior, acoperișul a fost înălțat, boltiturile au fost suprimate, acoperișul turlei a fost făcut țuguiat (anterior era boltit), iar deasupra altarului a fost înălțat tot un acoperiș țuguiat.
Deasupra naosului se află o turlă octogonală zveltă cu patru ferestre dreptunghiulare în cele patru puncte cardinale, așezată pe două rânduri de baze stelate suprapuse și sprijinită de patru contraforturi mici pe laturile oarbe. Deasupra arcadelor duble se află un rând de ocnițe.
În interior, biserica este împărțită în cinci încăperi: pridvor, pronaos, încăperea mormintelor, naos și altar. Toate aceste încăperi (cu excepția altarului) sunt separate prin ziduri groase. La început, în pridvor se intra prin două uși. În timp, însă, ușa de pe peretele nordic a fost zidită, rămânând în funcțiune numai ușa de pe peretele sudic. Pridvorul are formă dreptunghiulară și este luminat prin opt ferestre înalte realizate în stil gotic și amplasate patru pe latura vestică, două pe latura sudică și două pe latura nordică. Deasupra pridvorului se află o boltă semicilindrică.
În pronaos se intră printr-o ușă în stil gotic. Pronaosul este dreptunghiular și luminat prin patru ferestre în stil gotic (câte două pe pereții de nord și de sud). Încăperea mormintelor are o boltă semicilindrică și este luminată prin două ferestre dreptunghiulare (una pe peretele nordic și una pe cel sudic). Naosul are două abside semicirculare în interior și pentagonale la exterior. În fiecare absidă laterală se află o fereastră dreptunghiulară (de dimensiuni egale cu cele din încăperea mormintelor). Deasupra naosului se înalță turla cilindrică în interior și octogonală la exterior. Absida altarului este decroșată față de restul construcției, existând cele două nișe (proscomidiarul - la nord și diaconiconul - la sud). În axul absidei se află o fereastră dreptunghiulară identică cu cele din naos și încăperea mormintelor.

### Iconografie

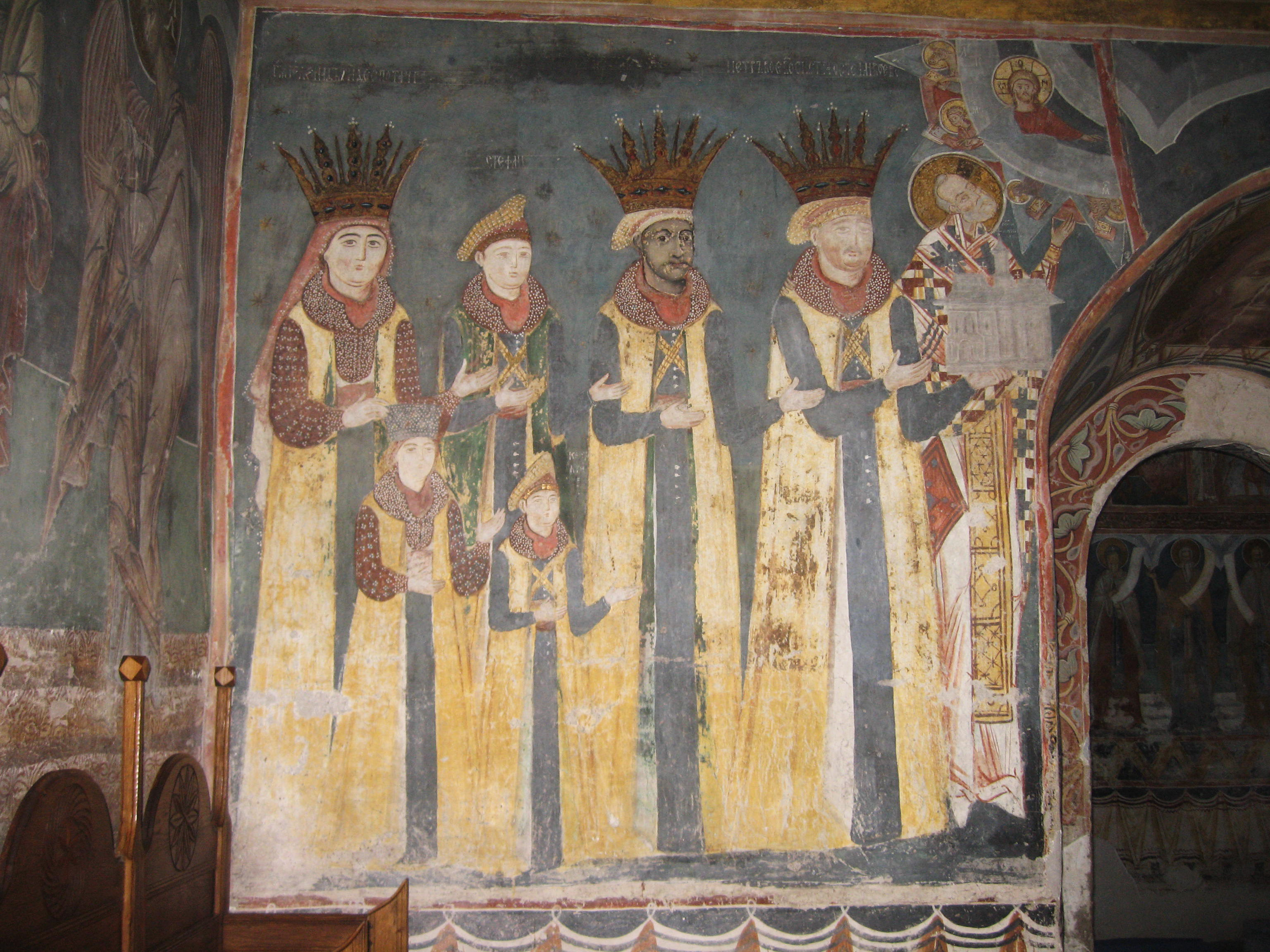
Tabloul votiv. Chipul lui Iliaș Rareș a fost înnegrit după trecerea sa la islam.

Biserica a fost pictată în frescă în stil bizantin atât în interior, cât și în exterior. Numele meșterilor nu se cunosc.
Picturile din interior datează din vremea domniei lui Petru Rareș, dar ele s-au păstrat originale doar în pridvor și pronaos. Cu prilejul reparațiilor din 1844, picturile din încăperea mormintelor, naos  și altar au fost refăcute grosolan de către meșteri care au respectat totuși planul iconografic inițial.
Pe pereții pridvorului și pronaosului sunt pictați sfinți prăznuiți de Biserica Ortodoxă (sinaxarul), precum și unele scene din istoria creștinismului (calendarul). Se remarcă execuția strălucită a ansamblului "Judecata de apoi", zugrăvit pe bolta pridvorului, precum și "Cele șapte sinoade ale Bisericii", pe arcurile bolților pronaosului. Din păcate, în 1925, un călugăr care a vrut să curețe pictura din pridvor a șters cu cârpe ude picturile bolții, distrugând unele chipuri și alterând tonurile altor picturi.
În cupola turlei naosului este pictat Pantocratorul, pe pereții turlei fiind o reprezentare a Liturghiei cerești cu cortegiile de îngeri, iar la baza turlei, în pandantivi, se află chipurile celor patru evangheliști. Pe bolta altarului este reprezentată Maica Domnului cu pruncul Iisus în brațe, iar pe pereți sunt reprezentate diferite scene din viața Mântuitorului: Vindecarea slăbănogului, Spălarea picioarelor, Cina cea de Taină, Învierea Domnului, Duminica Tomei ș.a.
Tabloul votiv a fost pictat pe peretele sud-vestic al naosului, cel actual fiind refăcut în 1844. Sunt reprezentați domnitorul Petru Rareș, Iliaș Rareș (moștenitorul tronului și viitor domnitor), Ștefan Rareș (viitor domnitor), Doamna Elena și doi copii mai mici: Constantin și Ruxandra. Domnitorul oferă macheta bisericii Mântuitorului, prin intermediul Sfântului Nicolae, patronul acesteia. Chipul lui Iliaș a fost înnegrit în acest tablou, după trecerea sa la islam.
Inițiativa de a picta pereții exteriori ai mănăstirilor din nordul Moldovei a aparținut domnitorului Petru Rareș. De-a lungul a câtorva decenii, începând cu Biserica "Sf. Gheorghe" din Hârlău (1530) și încheind cu Biserica Voroneț (1547), un număr de 15 biserici moldave au fost împodobite cu fresce de o rară frumusețe. Această mișcare artistică s-a stins însă într-o perioadă relativ scurtă. Există desigur două excepții, și anume pictarea la exterior a mănăstirilor Râșca și Sucevița în anul 1552, respectiv 1596.
Biserica Mănăstirii Probota a fost zugrăvită în exterior în anul 1532 din inițiativa vărului lui Petru Rareș, egumenul Grigore Roșca. Fiind cea de-a doua biserică pictată la exterior din ciclul inițiat de domnitor (după Biserica "Sf. Gheorghe" din Hârlău), ea nu a beneficiat încă de o deplină cunoaștere a tehnicii de către meșterii zugravi, fapt ce a condus la degradarea treptată a frescei. Din cauza ploilor și zăpezilor, zugrăveala exterioară s-a șters în mare parte. Nu se cunosc încercări de restaurare a picturii murale exterioare. Din frescele exterioare păstrate se mai deslușesc doar câteva pe peretele sudic, mai adăpostit de vânturi și ploi. Este vorba de urme din Imnul Acatist sau Arborele lui Iesei etc.
Valoarea picturilor murale de la Probota a fost constatată de mulți specialiști în artă, concluzionându-se că "dacă arta în sine a zugravului e departe de a egala pe aceea a florentinului, nu știu dacă nu îl trece prin puterea sentimentului religios".

### Necropolă domnească

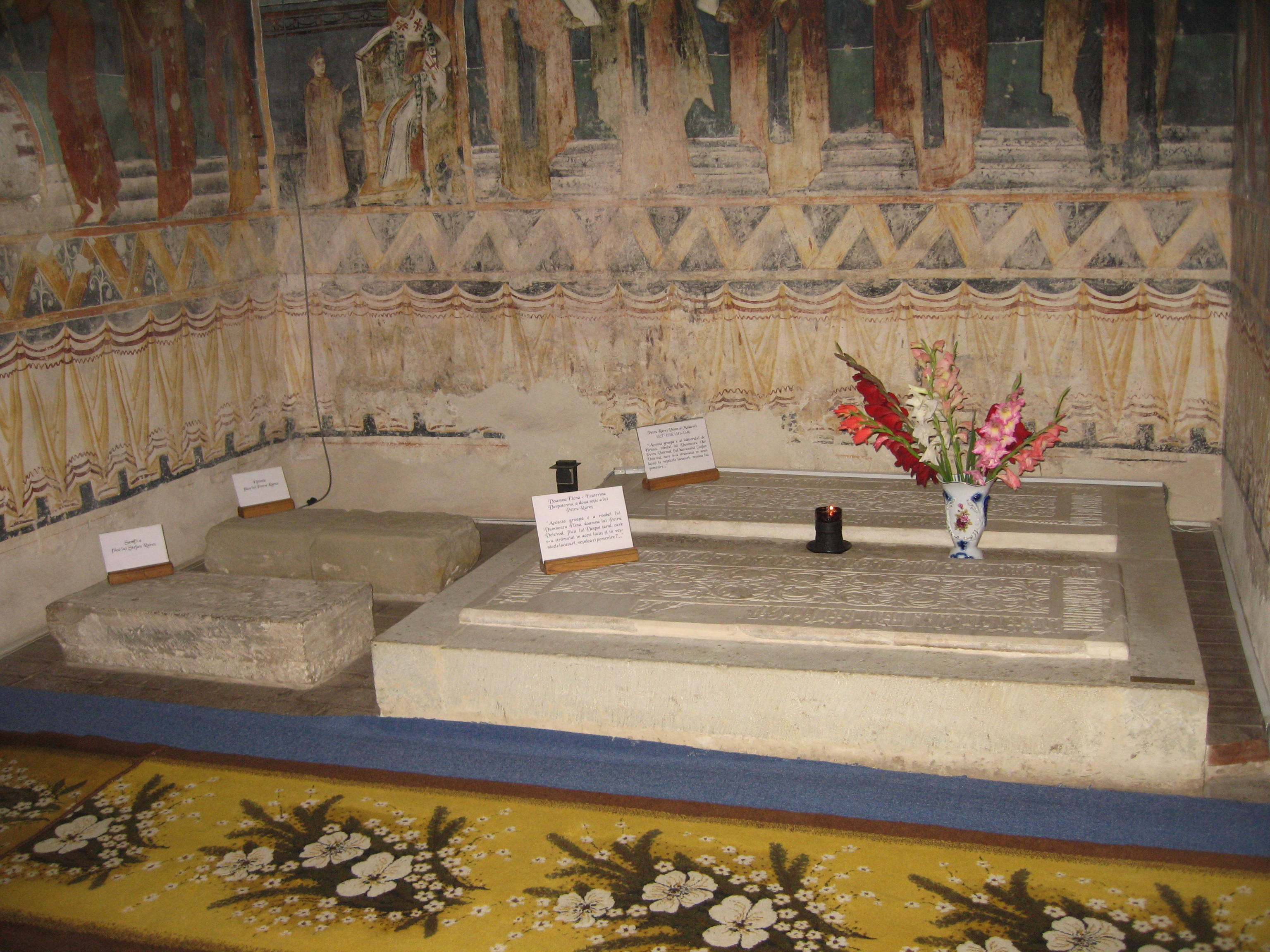
Mormintele lui Petru Rareș, al Doamnei Elena și al celor două fete (Eftimia și Samfira)

Cu ocazia construirii acestui locaș de cult, Petru Rareș, fiul lui Ștefan cel Mare, a decis să rupă tradiția familiei sale princiare și să desemneze mănăstirea drept viitoare necropolă a sa și a urmașilor săi, înzestrând-o în acest scop cu odoare de preț și moșii.
Astfel, între pronaos și naos a fost amenajată o încăpere a mormintelor. Lângă peretele sudic, înspre pronaos, se află mormântul domnitorului Petru Rareș. Pe mormântul său se află o lespede cu următoarea inscripție în limba slavonă: "(Această groapă e a) iubitorului de Hristos, robul lui Dumnezeu Io Petru Voievod, fiul bătrânului Ștefan, care (s-a strămutat) la veșnicele lăcașuri, veșnica lui pomenire...".
De-a lungul aceluiași perete al naosului, înspre culoar, se află mormântul Doamnei Elena Rareș, soția ctitorului și fiica țarului Despot. Inscripția în limba slavonă ce se află pe lespedea funerară a mormântului său conține următoarele cuvinte: "Această groapă e a roabei lui Dumnezeu Elina, doamna lui Petru Voievod, fiica lui Despot țarul, care s-a strămutat în acest lăcaș și în veșnicele lăcașuri, Veșnica ei pomenire. 7..."
Tot de-a lungul peretelui sudic, dar înspre naos, se află două morminte având lespezile tombale de dimensiuni mici și cu scrisul șters. Aceste morminte sunt ale Eftimiei (fiica lui Petru Rareș) și Samfirei (fiica lui Ștefan Rareș).
De-a lungul peretelui nordic se află mormântul domnitorului Ștefan Rareș (1551-1552), fiul lui Petru Rareș.
Pietrele funerare ale domnitorilor Petru Rareș și Ștefan Rareș, precum și cea a Doamnei Elena, sunt executate în marmură și bogat împodobite, după cum dicta obiceiul acelor vremi. Spre deosebire, lespezile tombale ale celor două fete de domnitori sunt din piatră.
În anul 1904, cu prilejul serbărilor organizate la împlinirea a 400 ani de la moartea lui Ștefan cel Mare, a fost adusă aici piatra de mormânt a Doamnei Oltea (mama lui Ștefan cel Mare), fiind așezată chiar în imediata apropiere a mormintelor lui Petru Rareș și soției sale. Pe piatra sa tombală este următoarea inscripție: "Acesta este mormântul roabei lui Dumnezeu Oltea, mama domnului Io Ștefan Voievod, care a murit la anul 6973 (1465), noiembrie 4". Ștefan cel Mare și-a îngropat mama în Biserica "Sfântul Nicolae" din Poiana Siretului, aflată în apropierea actualei mănăstiri Probota.
După stingerea familiei ctitorului, Mănăstirea Probota a devenit necropolă boierească. În pridvorul și în pronaosul bisericii se află o serie de morminte ale unor dregători și ale familiilor lor (10 morminte ale familiei Stroici și 5 morminte a altor boieri considerați ctitori). Printre cei îngropați în biserică se află episcopul Mitrofan de Rădăuți (+ 1552), pârcălabul Frățian (+ 1544), pârcălabul Nicoară Hâra (+ 1545), o fetiță, Vasilica (+ 1569), marele vistiernic Stroici și alți membri ai familiei sale. Grigore Ureche menționează înmormântarea în biserică la 7 aprilie 1548 a hatmanului Vartic, căruia i s-a tăiat capul din porunca lui Iliaș Rareș. După cuvintele cronicarului, "și în domniia lui, sâmbătă după Paști, au tăiat capul lui Vartic hatmanul în târgu în Huși și l-au dus de l-au îngropatu în mănăstire, în Pobrata, în anii 7056 (1548) aprilie 7".
Cercetările arheologice au dus la recuperarea din mormintele nejefuite a unor piese vestimentare (o bonetă bărbăteasca, o rochie, un ilic brodat și pantofi de femeie, toate din materiale scumpe, decorate cu fir de argint aurit împletit sau brodat), bijuterii de aur cu pietre prețioase și semiprețioase (un inel sigilar al lui Simion Stroici, porumbei de filigran folositi ca ace de văl, o pafta/broșă feminină, inele, cercei etc.). În prezent, toate pietrele funerare boierești se află sprijinite de pereții din pridvorul bisericii. Morminte ale monahilor au fost găsite în pridvorul bisericii și în afara acesteia, ele neavând inventar funerar.
Criptele mortuare din interiorul bisericii au fost jefuite în procent de circa 80% în cursul secolului al XVIII-lea, fiind afectată astfel stratigrafia, structura și conținutul mormintelor. În unele morminte s-au mai găsit totuși inventar funerar (o serie de bijuterii, resturi vestimentare și fragmente osteologice).

## Alte construcții

### Zidul de incintă
Biserica este înconjurată de ziduri groase ca de cetate, care închid o incintă aproape pătrată cu laturile de aproximativ 90 m. Zidurile sunt construite din piatră de râu și au o înălțime de 6 m și o grosime de 1-1,10 m. Ele sunt prevăzute cu metereze și creneluri.
Zidul vestic este sprijinit la exterior de un contrafort amplasat aproximativ la jumătatea laturii. În zidul de pe latura sudică a fost construită o portiță secretă mică din lemn masiv. Aceasta se afla lângă chiliile mănăstirești.
Pe latura estică se află trei turnuri pătrate (două la colțuri și unul în mijloc) legate între ele printr-un drum de strajă. Turnul de pe mijlocul laturii estice servește și ca poartă de intrare în incinta mănăstirească. Pe zidul exterior se află un tablou votiv destul de șters reprezentând pe Petru Rareș cu familia sa, iar dedesubt o stemă moldovenească cu următoarea pisanie: "Această mănăstire a făcut-o Io Petru Voievod, la anul 7038 și s-au îngrădit după moartea lui de Doamna Elena și copiii ei Io Iliaș Voievod și Ștefan și Constantin, la anul 7058 septembrie 4" (1530, 1550).

### Clisiarnița și turnul-clopotniță

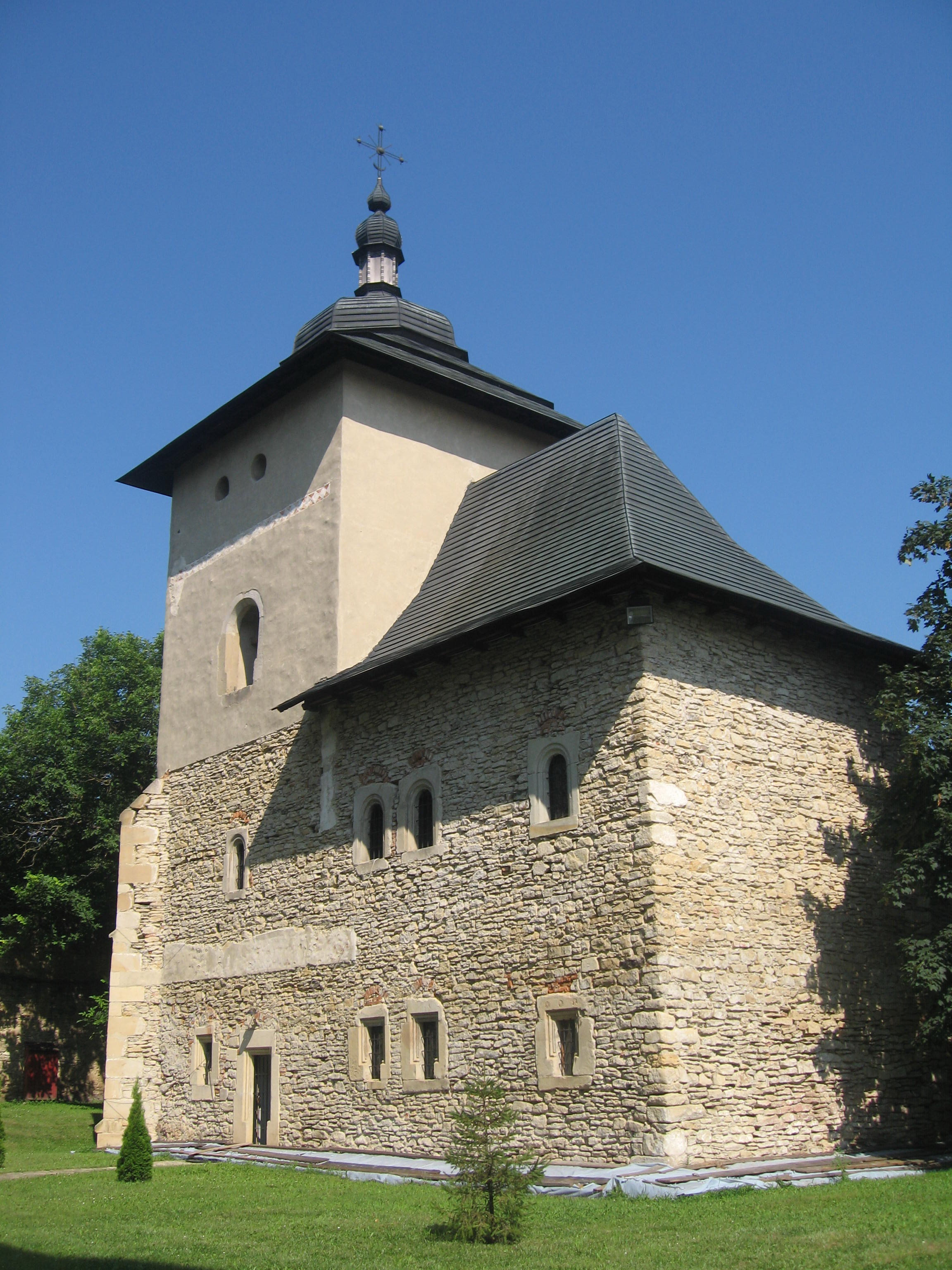
Clisiarnița și turnul-clopotniță

În colțul de nord-vest al incintei mănăstirești se află clisiarnița care face corp comun cu turnul-clopotniță. Clisiarnița datează din 1530, fiind construită în aceeași perioadă cu biserica. Această clădire a fost considerată multă vreme a fi Casa domnească, deși înglobarea în același edificiu cu cel al clopotniței ar fi trebuit să indice o altă destinație.
Clisiarnița are două niveluri, la fiecare etaj aflându-se câte două încăperi. La etajul de sus se ajunge pe o scară în formă de spirală. Ușile și ferestrele clădirii s-au degradat în timp. Turnul-clopotniță are trei niveluri, fiind atașat clisiarniței pe latura estică și sprijinit de două contraforturi la unghiurile vestice. Turnul a servit atât pe post de clopotniță, cât și ca loc de strajă.
În prezent, în clisiarniță a fost organizat un mic muzeu care adăpostește obiecte din secolele XV-XVIII: icoane, fragmente de mobilier, veșminte bisericești, vase liturgice, candele de argint, cruci în filigran, cărți de cult vechi, precum și artefacte (monede, bijuterii, vase de ceramică, cahle decorate etc.) descoperite în urma cercetărilor arheologice.

### Casa Domnească și clădirile mănăstirești
În partea de sud a incintei au fost construite Casa Domnească și edificiile mănăstirești: trapeza, chiliile, cuhnea. Modul de organizare a incintei a fost astfel gândit încât funcțiunile strict sacre (ale bisericii, clopotniței și clisiarniței) să fie separate de viața curentă dintr-o mănăstire domnească din Moldova: locuință temporară pentru Domn, clădirile necesare obștii călugărești.
În urma cercetărilor arheologice efectuate în perioada 1996-2001 au fost identificate nouă construcții ruinate aflate în diverse stadii de conservare și datând din etape diferite. Clădirile ruinate au avut următoarele funcțiuni:
- Două dintre clădirile de pe latura sudică au îndeplinit funcția de stăreție și de adăpostire a încăperilor destinate vizitelor în mănăstire a unor personalități de prim rang ale timpului (membrii familiilor domnești sau ierarhii Bisericii Ortodoxe). Clădirea aflată mai înspre vest a fost construită la mijlocul secolului al XVI-lea și cuprindea inițial cel puțin două niveluri supraterane, plus un nivel de pivnițe dispuse pe două travee despărțite prin trei arcade. Din această clădire s-au mai păstrat doar pivnițele cu gârliciul de acces și baza parterului. Ea a fost dezafectată la începutul secolului al XVII-lea. Clădirea dinspre est a fost ridicată în cursul celei de-a doua jumătăți a secolului al XVII-lea și era alcătuită din cel puțin un nivel suprateran și un nivel de pivnițe pe două travee boltite în semicilindru și legate prin patru arcade și pe trei piloni din zidărie de cărămidă, cu gârlici de acces. La cele două clădiri sus-menționate au fost restaurate pivnițele, spațiile obținute urmând să îndeplinească funcții de paraclis și de lapidariu, pentru adăpostirea inventarului arheologic rezultat în urma efectuării lucrărilor de cercetare.
- Clădirea lipită de zidul de incintă sudic a fost construită în cea de-a doua jumătate a secolului al XVII-lea pe traseul unei construcții demantelate imediat anterior și îndeplinea funcția de cuhnie, brutărie și trapeză a obștii monahale. Zidurile ei s-au păstrat doar pe o înălțime de circa 100-140 cm.
- Din patru clădiri nu s-a mai păstrat la sol decât traseul lor de plan. Este vorba de un corp de chilii construit în decursul secolului al XVII-lea, lângă zidul de incintă estic, al cărui traseu a fost doar parțial descoperit, o clădire cu rol de trapeză ridicată la mijlocul secolului al XVI-lea, în partea de sud-est a incintei, care avea o singură încăpere din care s-a păstrat doar nivelul de fundare, o construcție care adăpostea două sau trei spații locuibile și spații de depozitare și data din cea de-a doua jumătate a secolului al XVII-lea, în partea de nord a incintei, și o anexă gospodărească aflată în colțul sud-vestic și construită la mijlocul secolului al XVI-lea.
- O ultimă clădire a fost ridicată în secolul al XIX-lea, după desființarea așezământului monahal, și prezintă o importanță documentară minoră. Aceasta a fost construită cu mijloace foarte modeste și nu are legătură cu viața mănăstirească. Ea era lipită de zidul de incintă nordic.

La începutul secolului al XX-lea, chiliile mănăstirești din incintă au fost mistuite de un incendiu. În prezent, din aceste clădiri nu au rămas decât niște ruine și niște beciuri care au început să fie restaurate.
În anul 1993, după reînființarea mănăstirii, s-au construit corpuri de chilii, clădiri administrative și spații de cazare pentru pelerini în afara incintei mănăstirești.

### Biserica-paraclis
La sud-vest de biserică a fost construit recent un paraclis din lemn, care este folosit pentru slujbele zilnice de către monahiile de la Probota.

## Mențiuni literare
Mănăstirea Probota este menționată în romanul Nicoară Potcoavă (1952) al lui Mihail Sadoveanu. Aflat în drum spre curtea lui Iurg Liteanul, grupul hatmanului Nicoară Potcoavă poposește la Mănăstirea Probota. „Într-un răstimp s-a făcut liniște; atunci au văzut pe zarea depărtată a văii Siretului, turlele bisericii mănăstirești. Chinovia era împresurată cu zid ca o cetate”, scrie Sadoveanu. Oștenii pribegi sunt găzduiți și ospătați, iar fratele Agatanghel le povestește o întâmplare reală despre un grup de slujitori domnești care au încercat să prade mănăstirea.

## Imagini

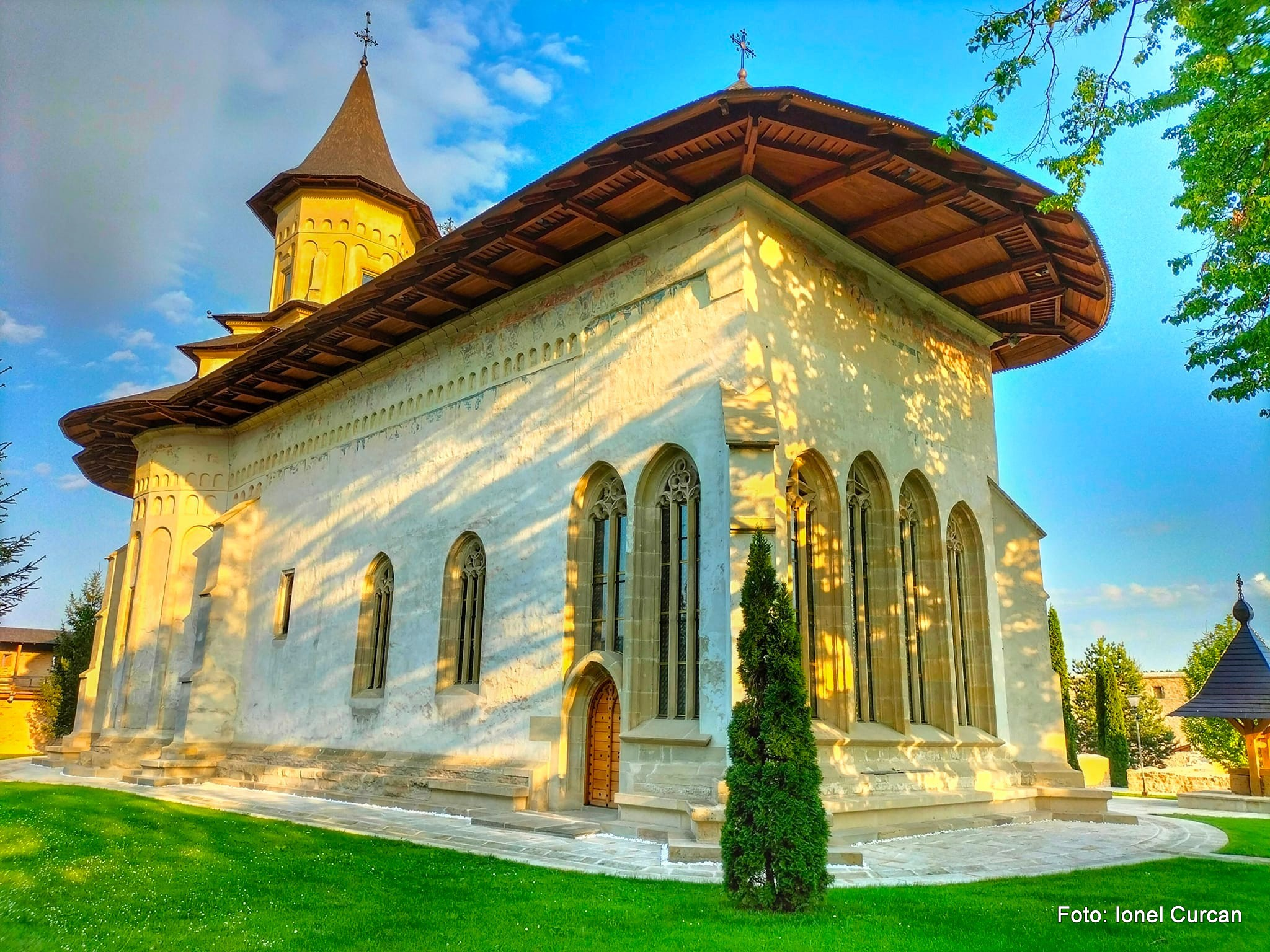
Mănăstirea Probota
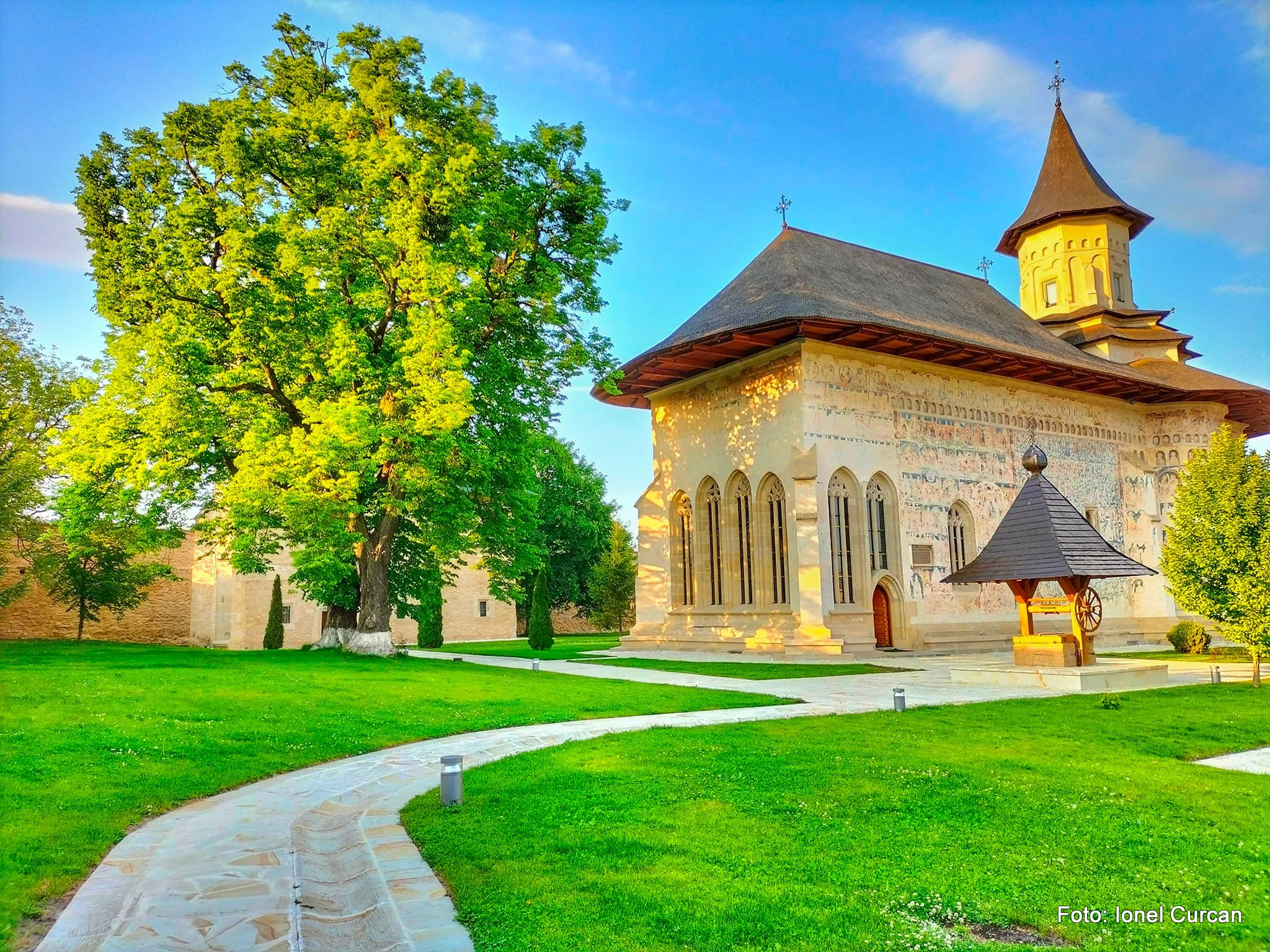
Mănăstirea Probota
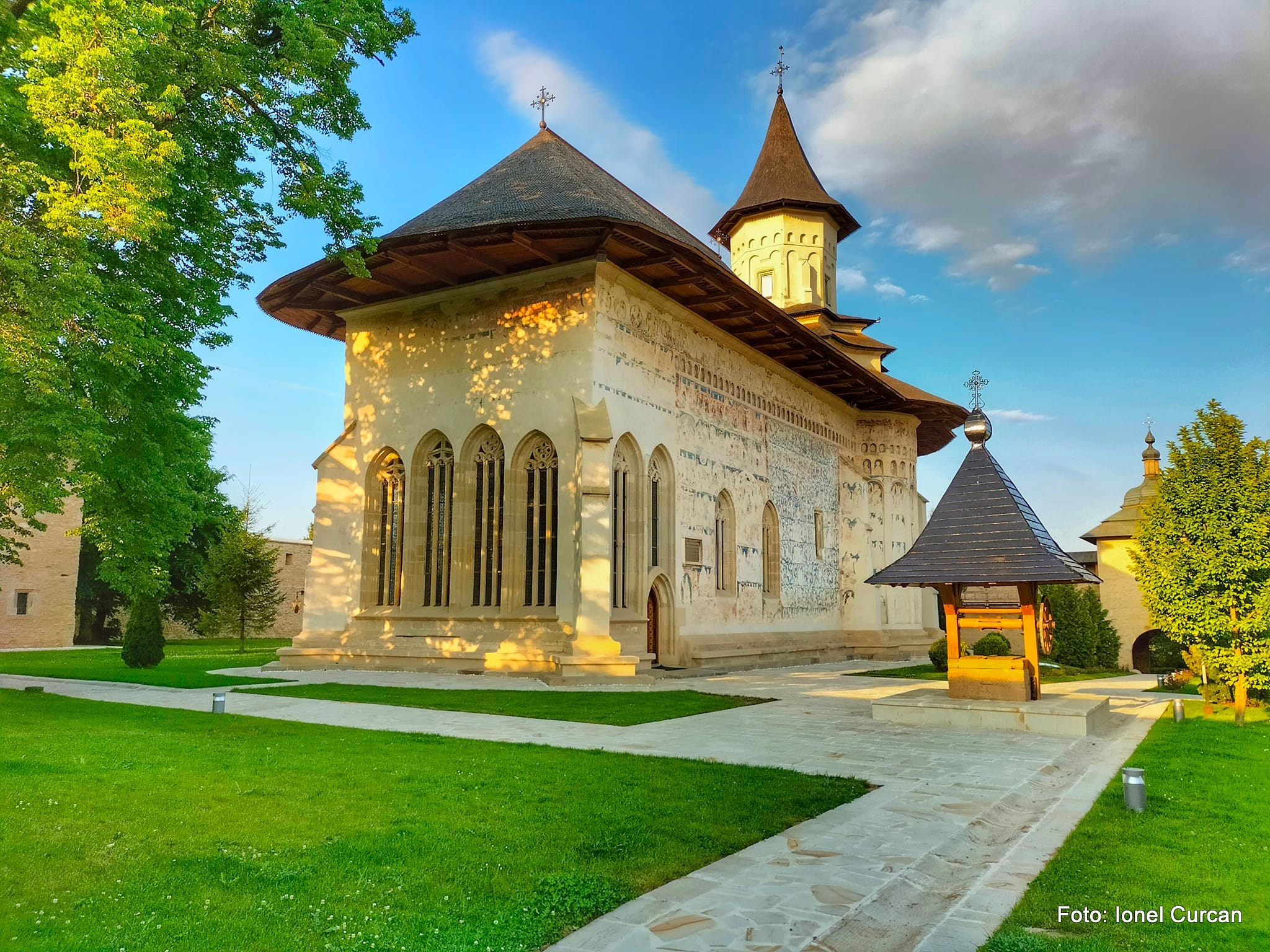
Mănăstirea Probota
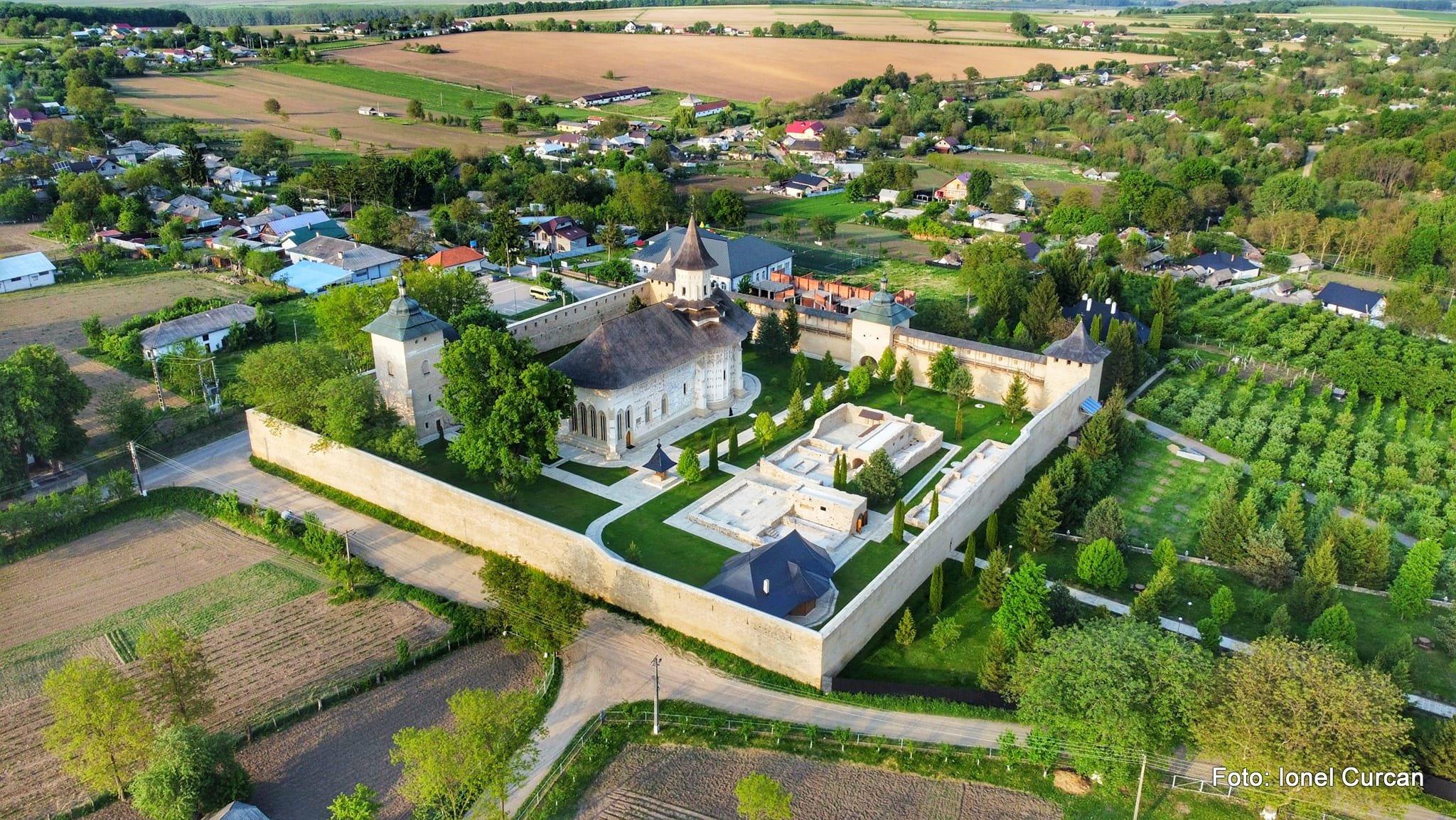
Mănăstirea Probota, vedere de sus
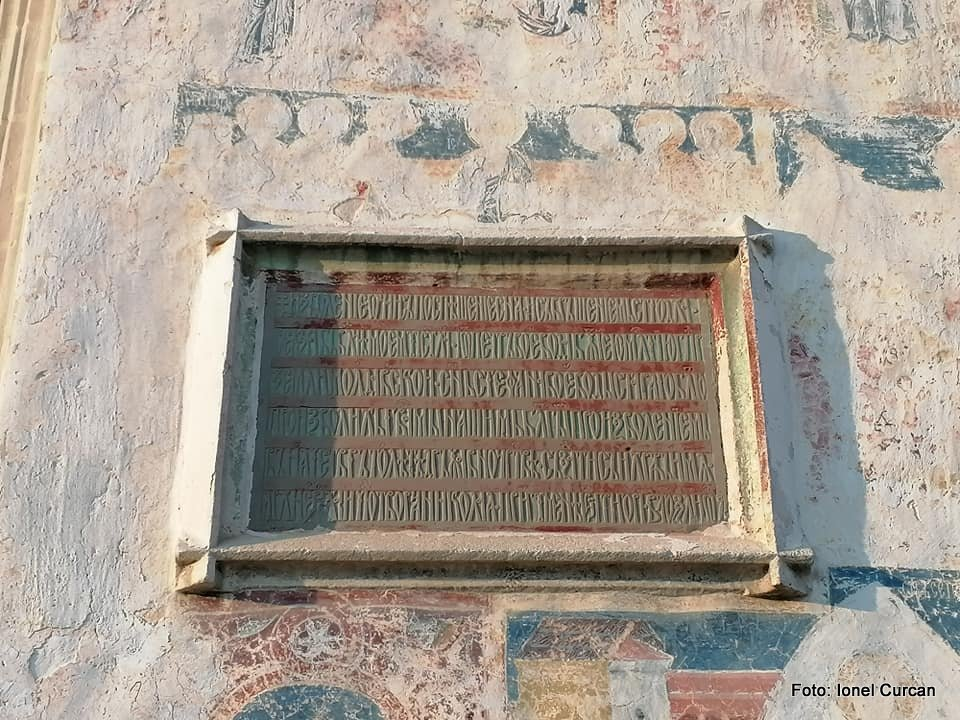
Pisania Manastirii Probota
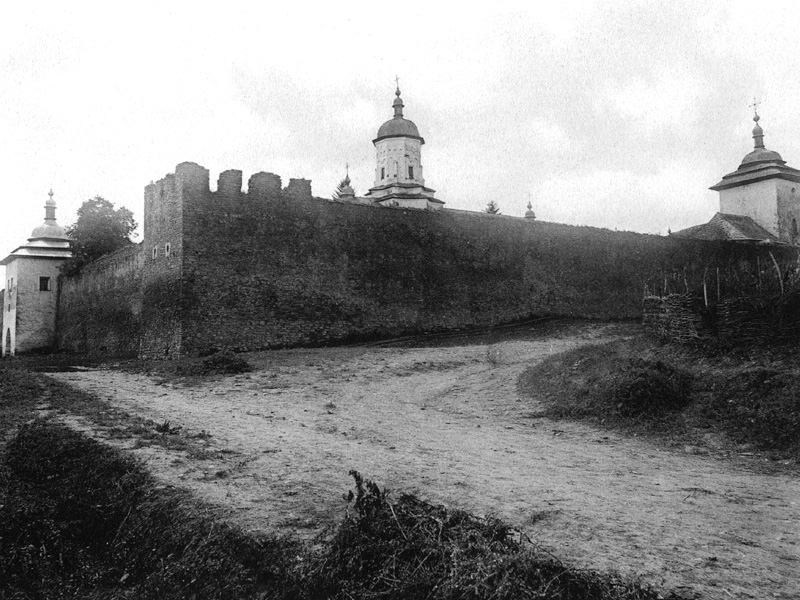
Fotografie a Mănăstirii Probota realizată de Alexandru Antoniu (1901-1904)
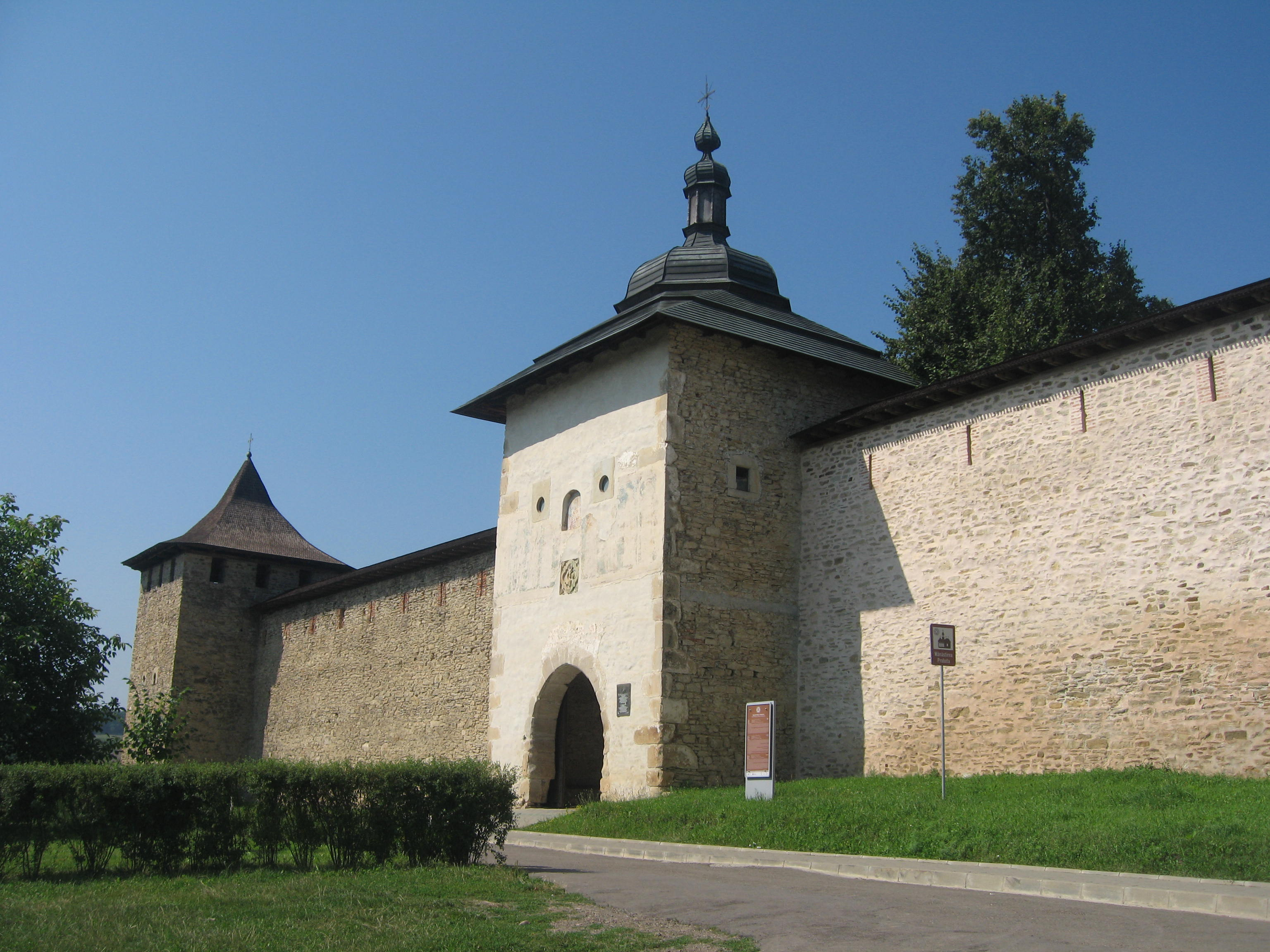
Zidul de incintă de pe latura estică
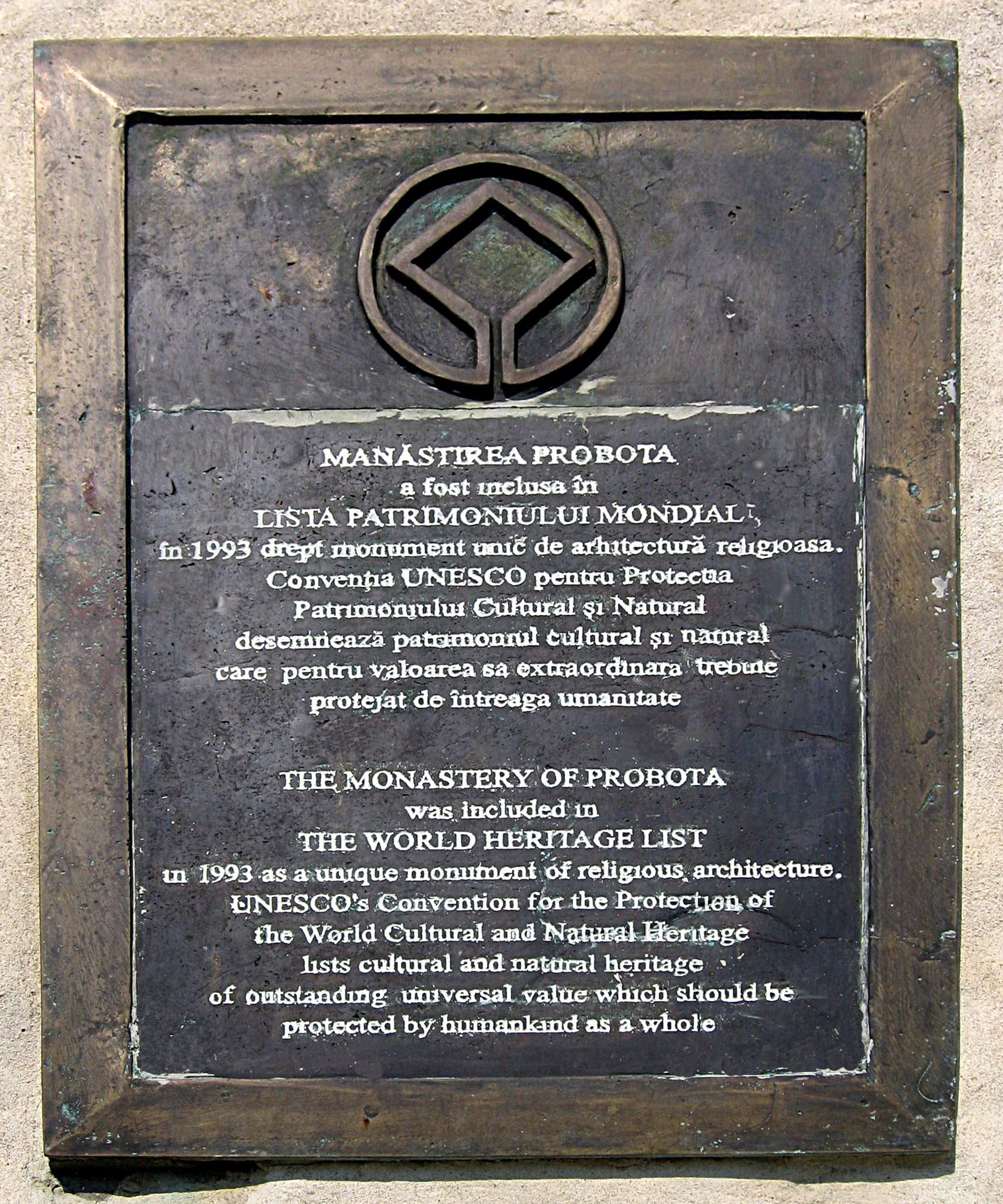
Placă de monument UNESCO
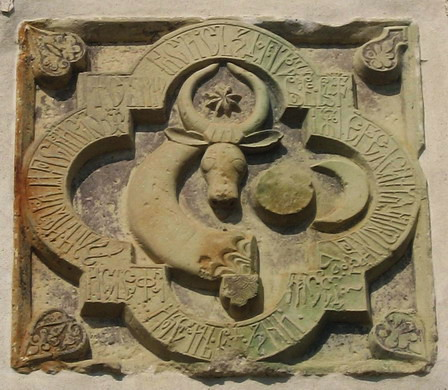
Pisania de pe poarta de intrare în incintă
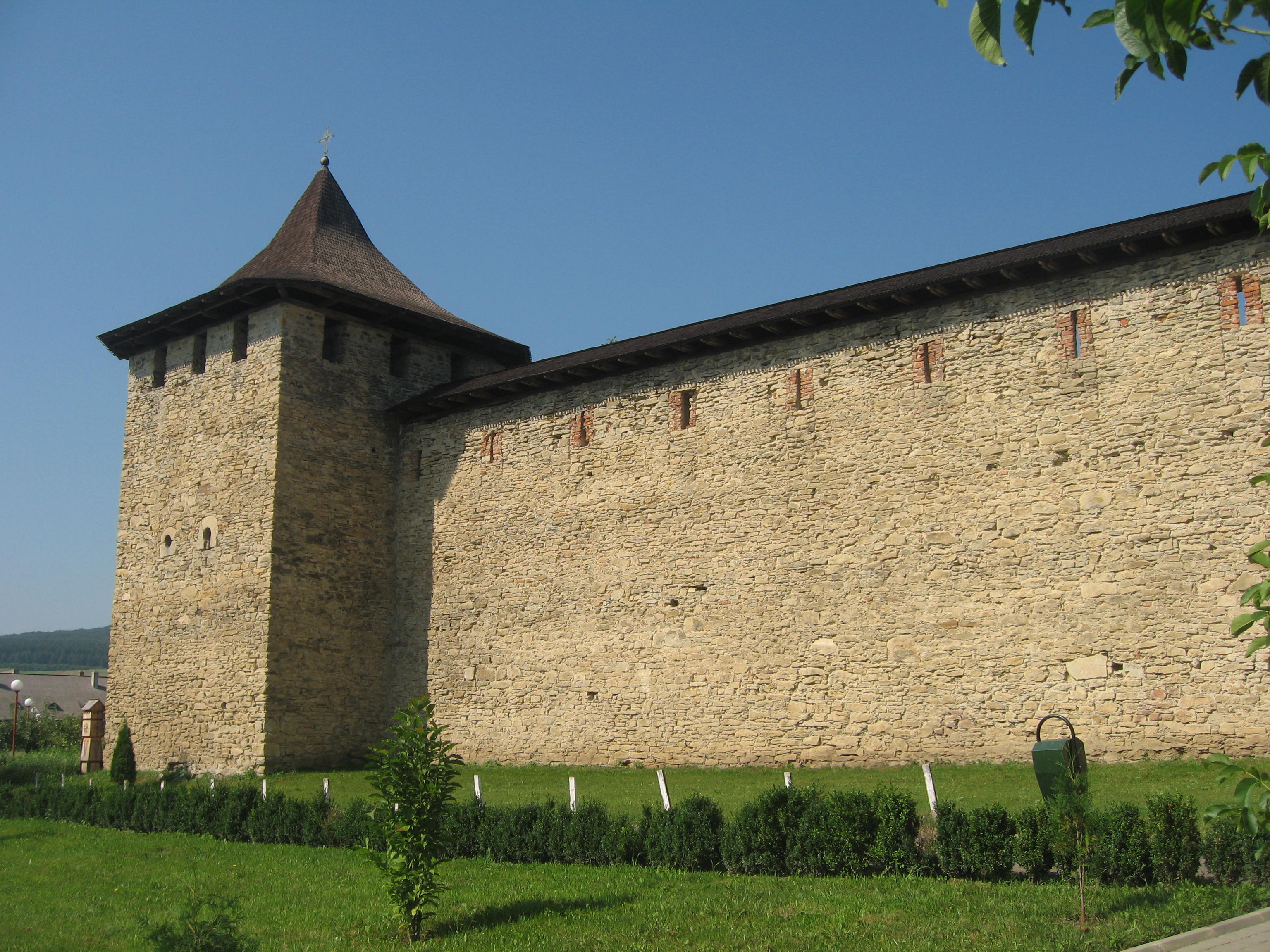
Colțul sud-estic al incintei (exterior)
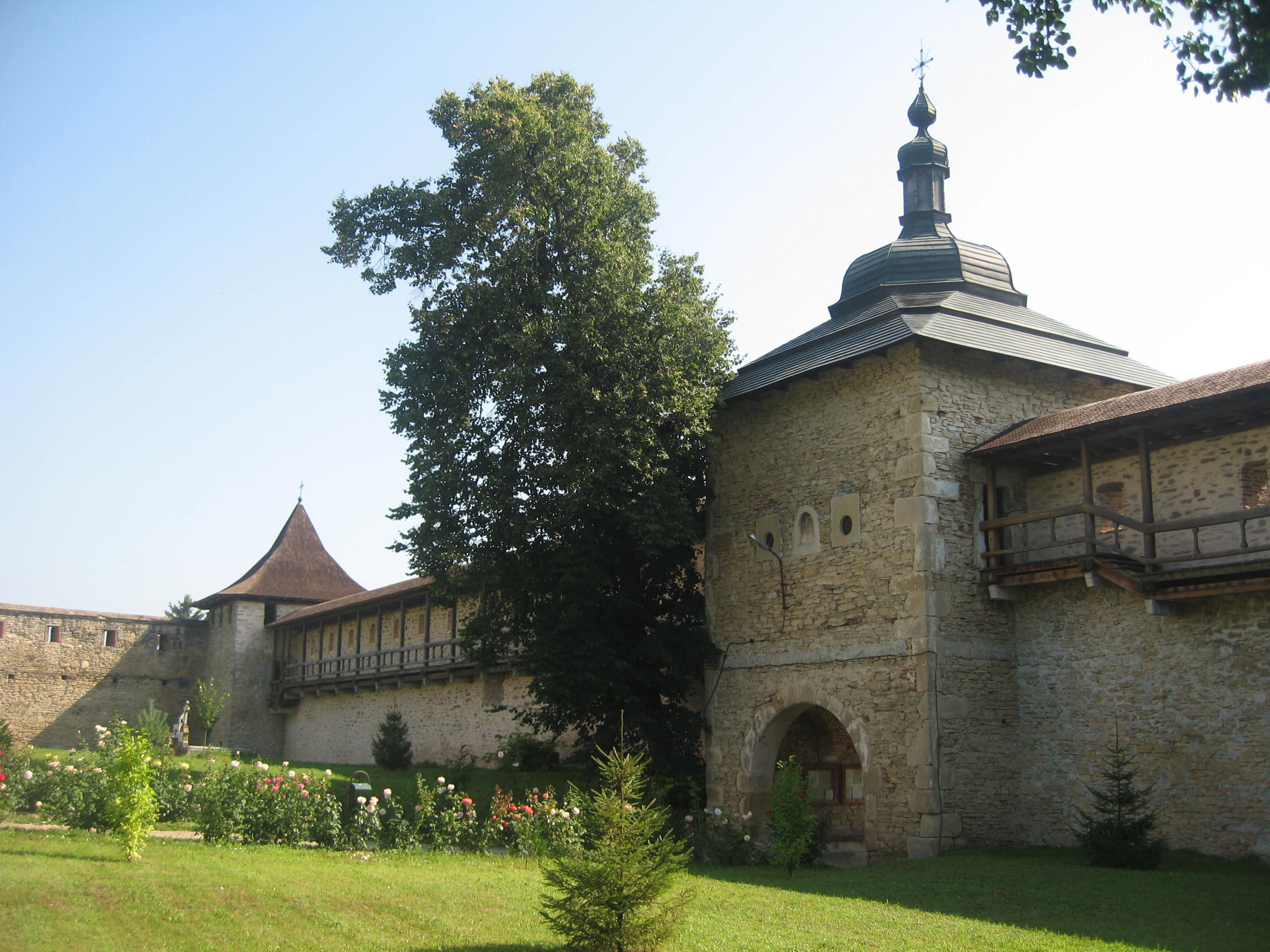
Zidul de incintă de pe latura estică (interior)
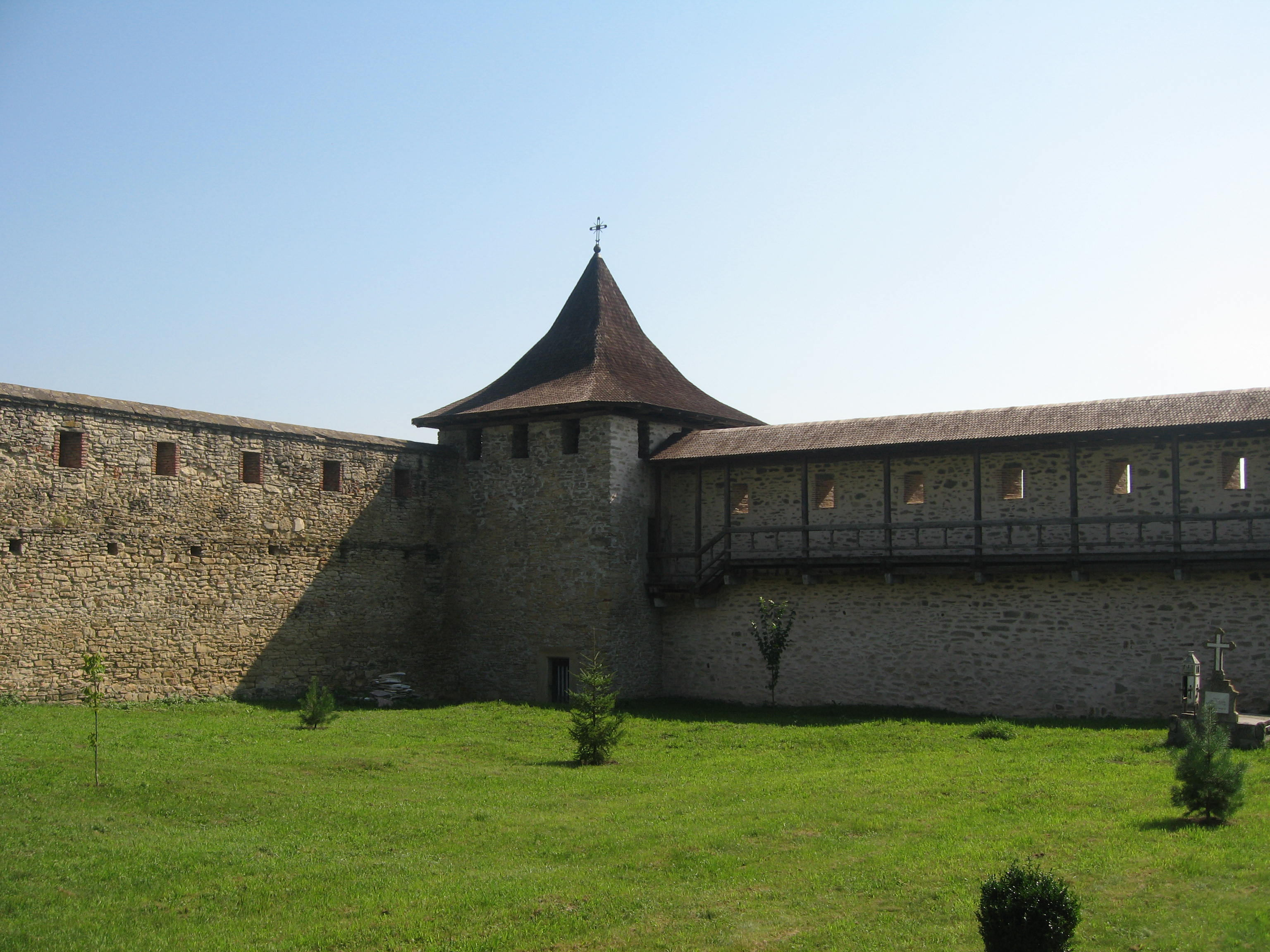
Colțul nord-estic al incintei (interior)
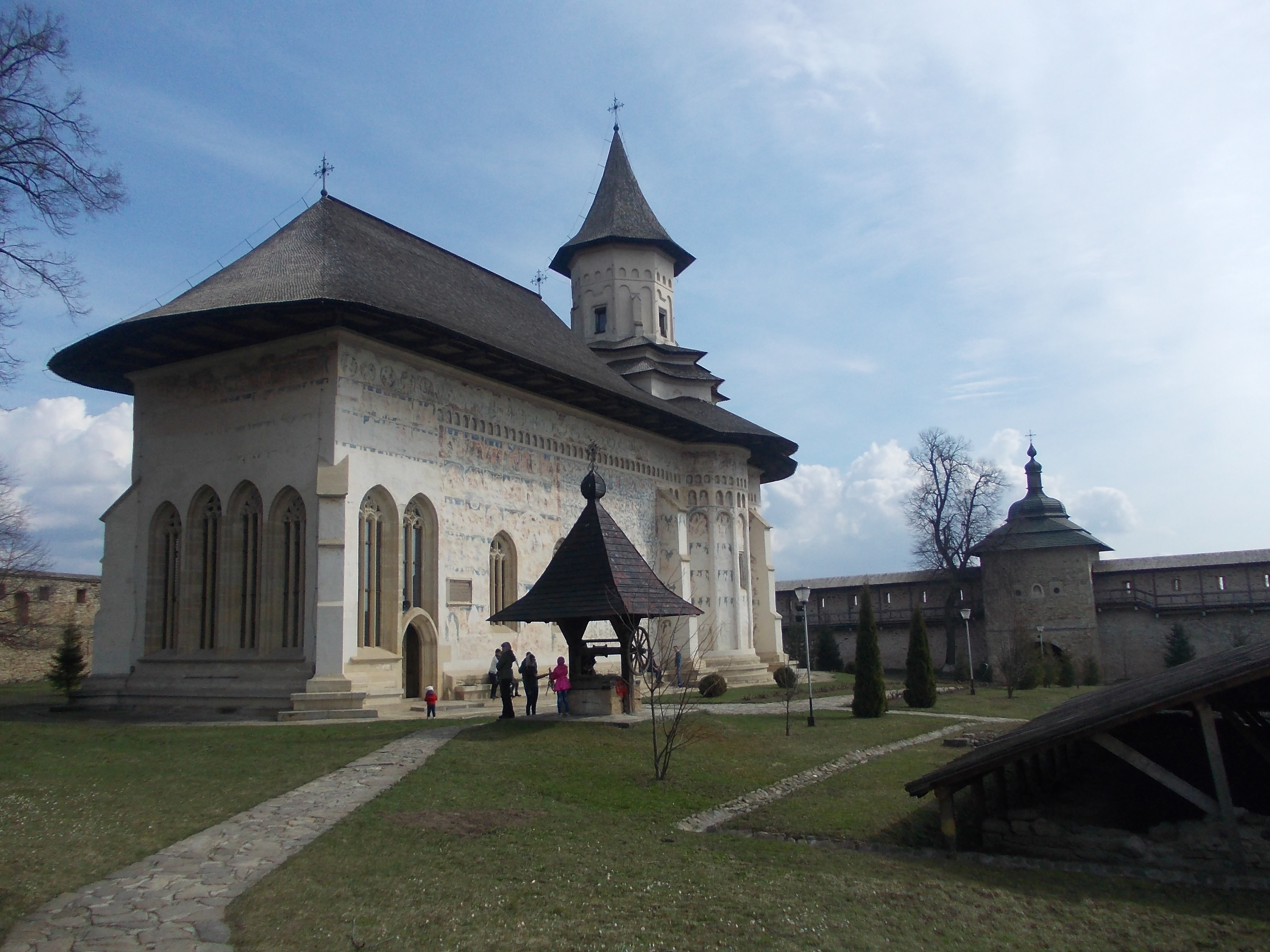
Imagine de ansamblu a curții interioare a mănăstirii Probota
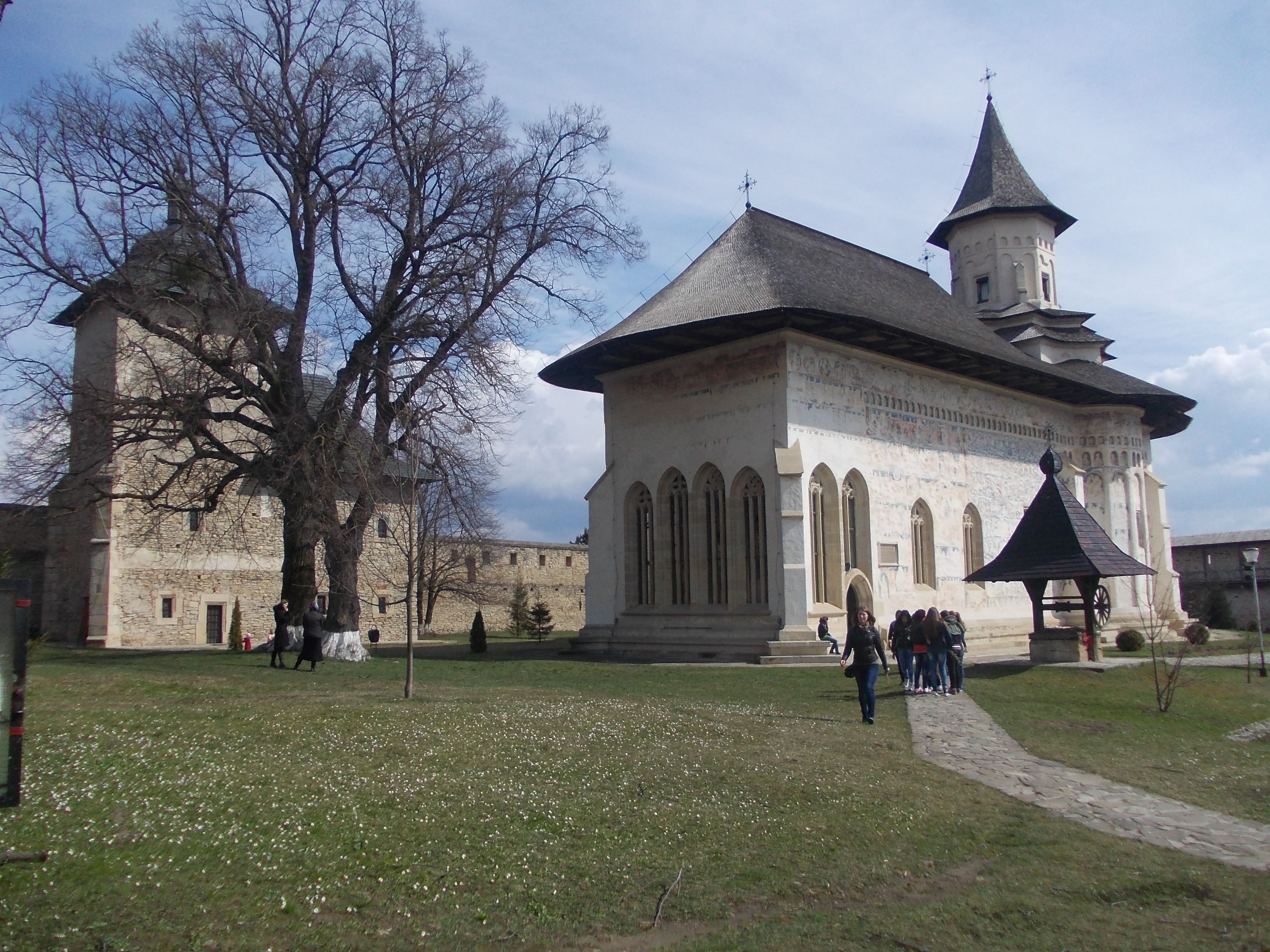
Imagine de ansamblu a curții interioare a mănăstirii Probota
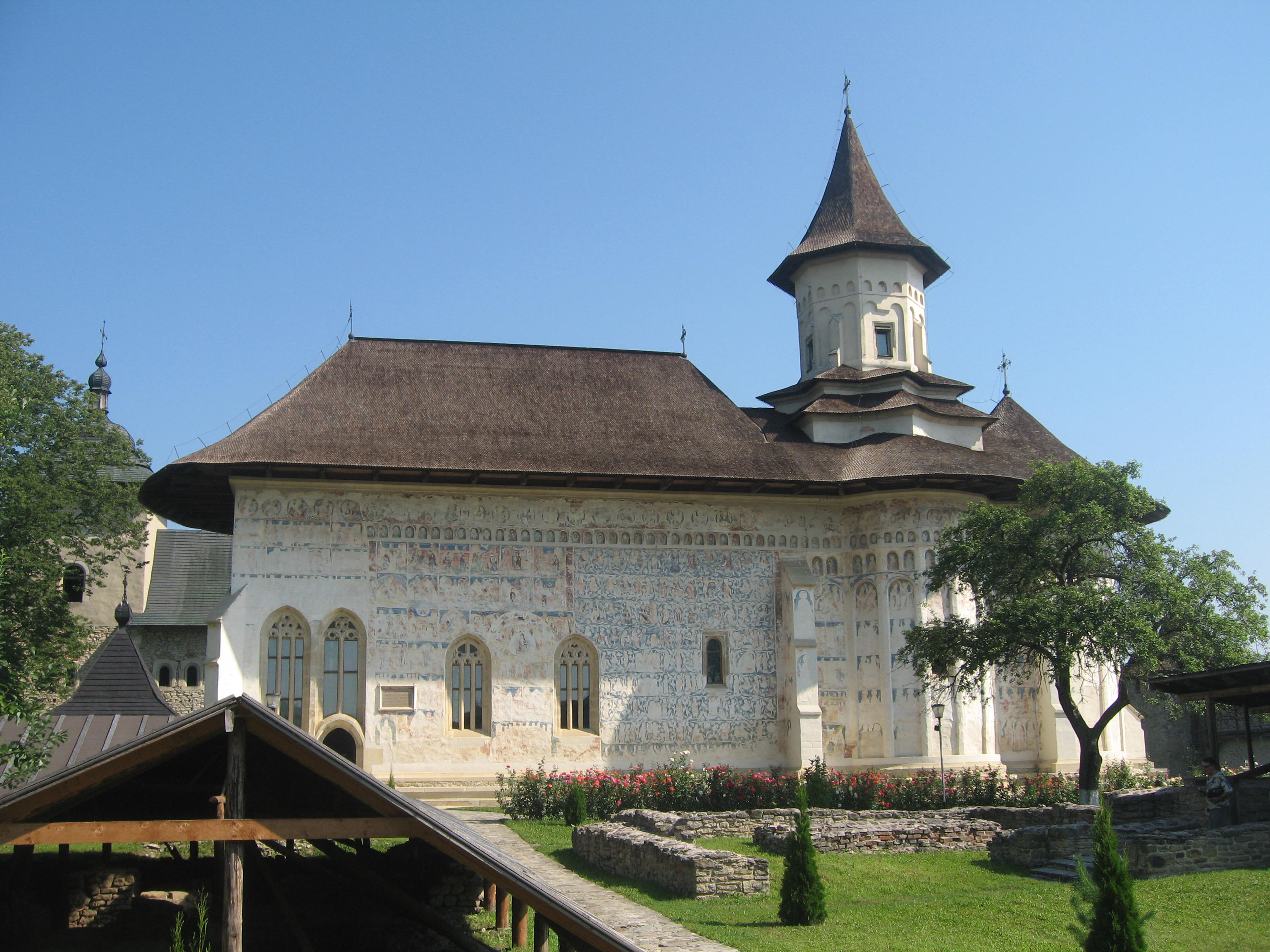
Biserica „Sf. Nicolae” - latura sudică
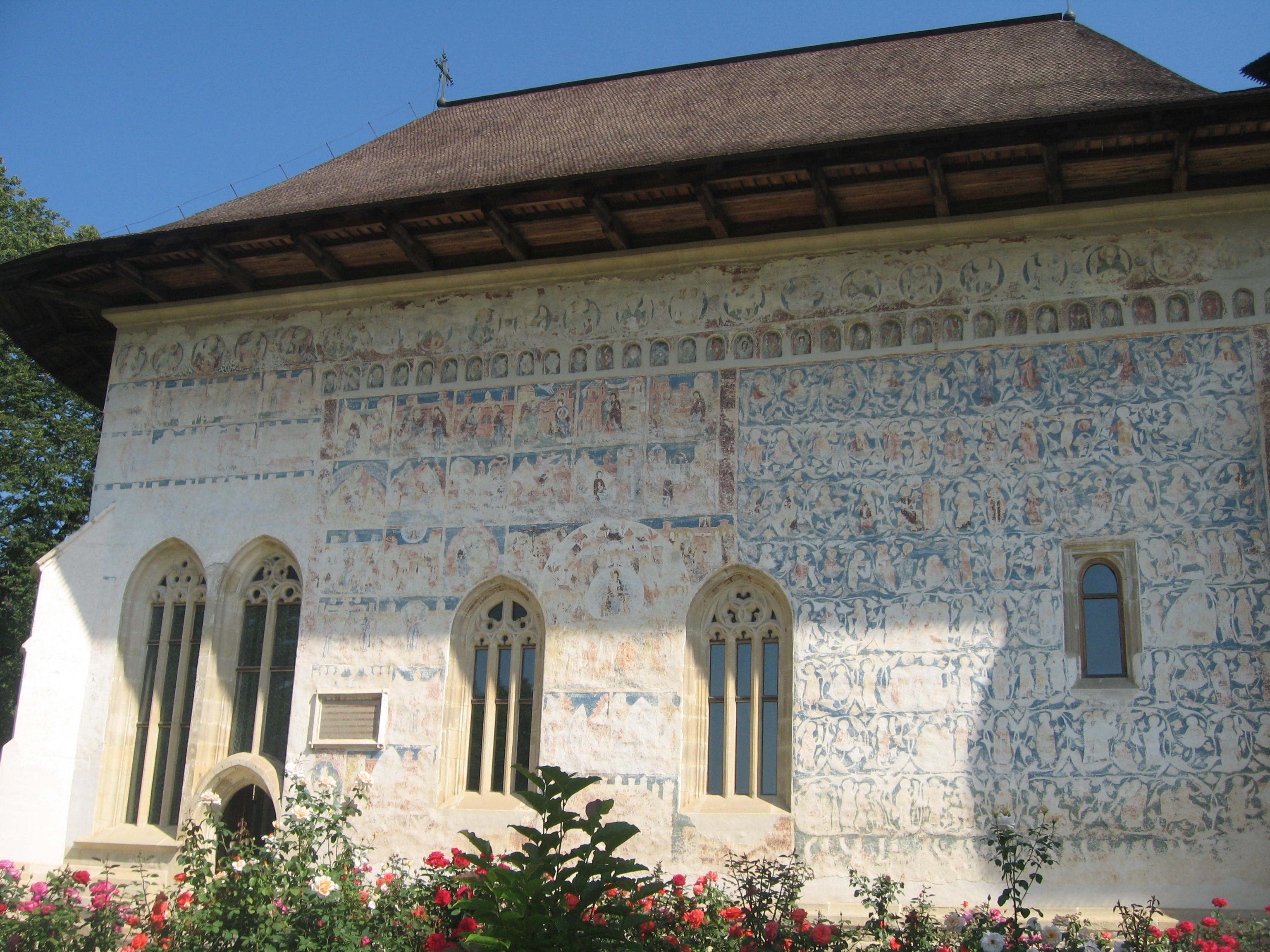
Pictura murală exterioară de pe latura sudică
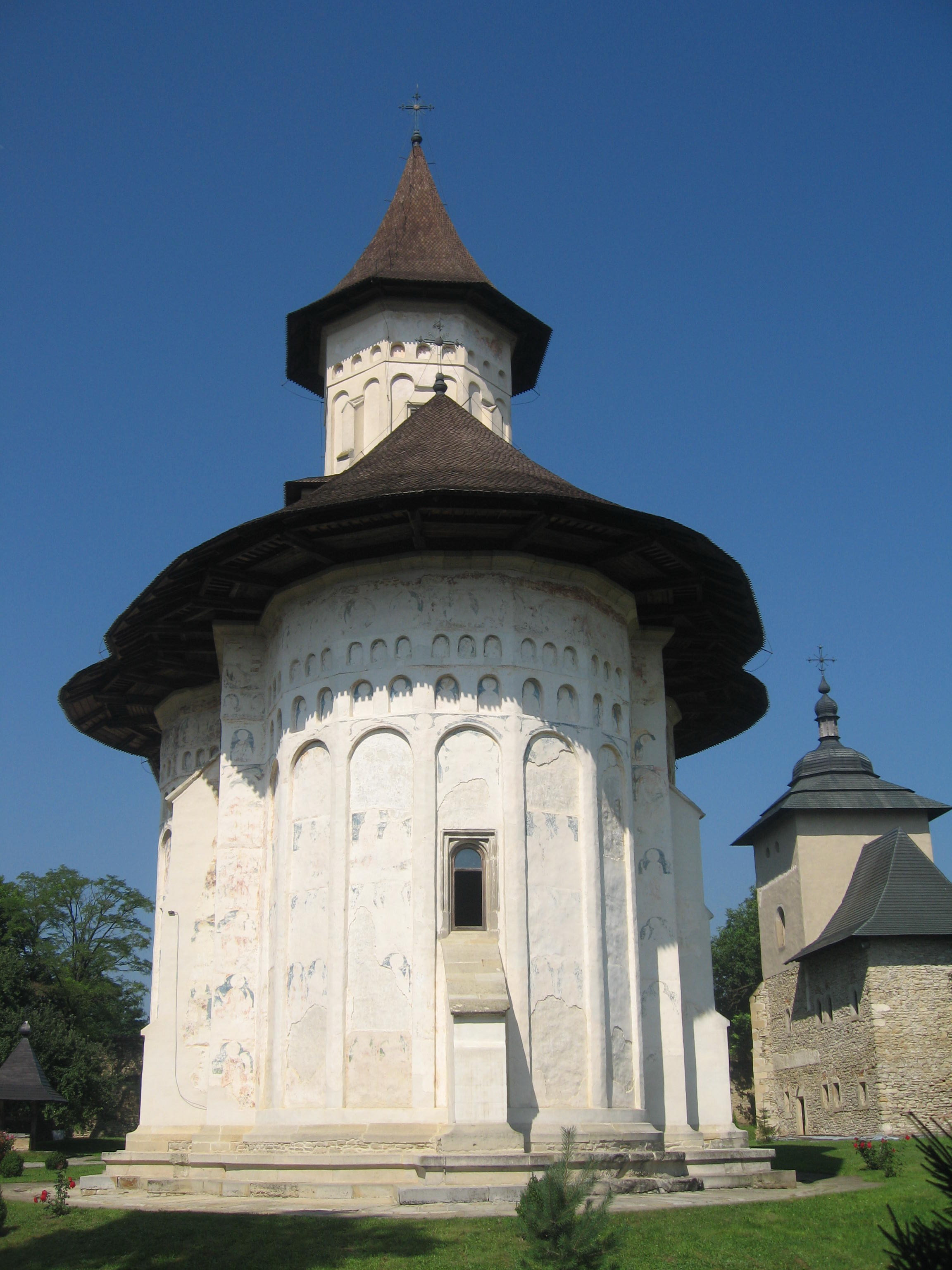
Absida altarului
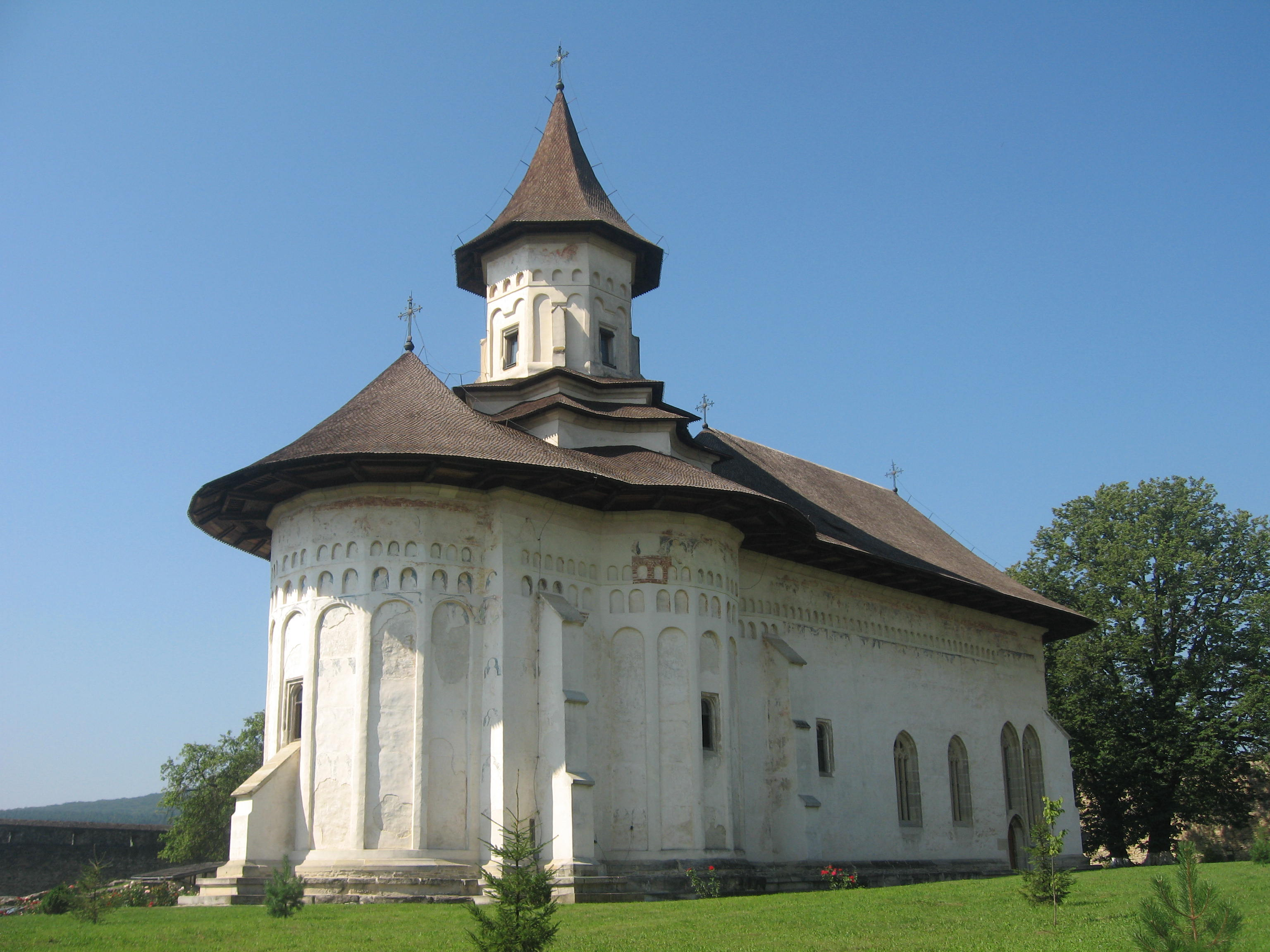
Biserica „Sf. Nicolae” văzută dinspre nord-vest
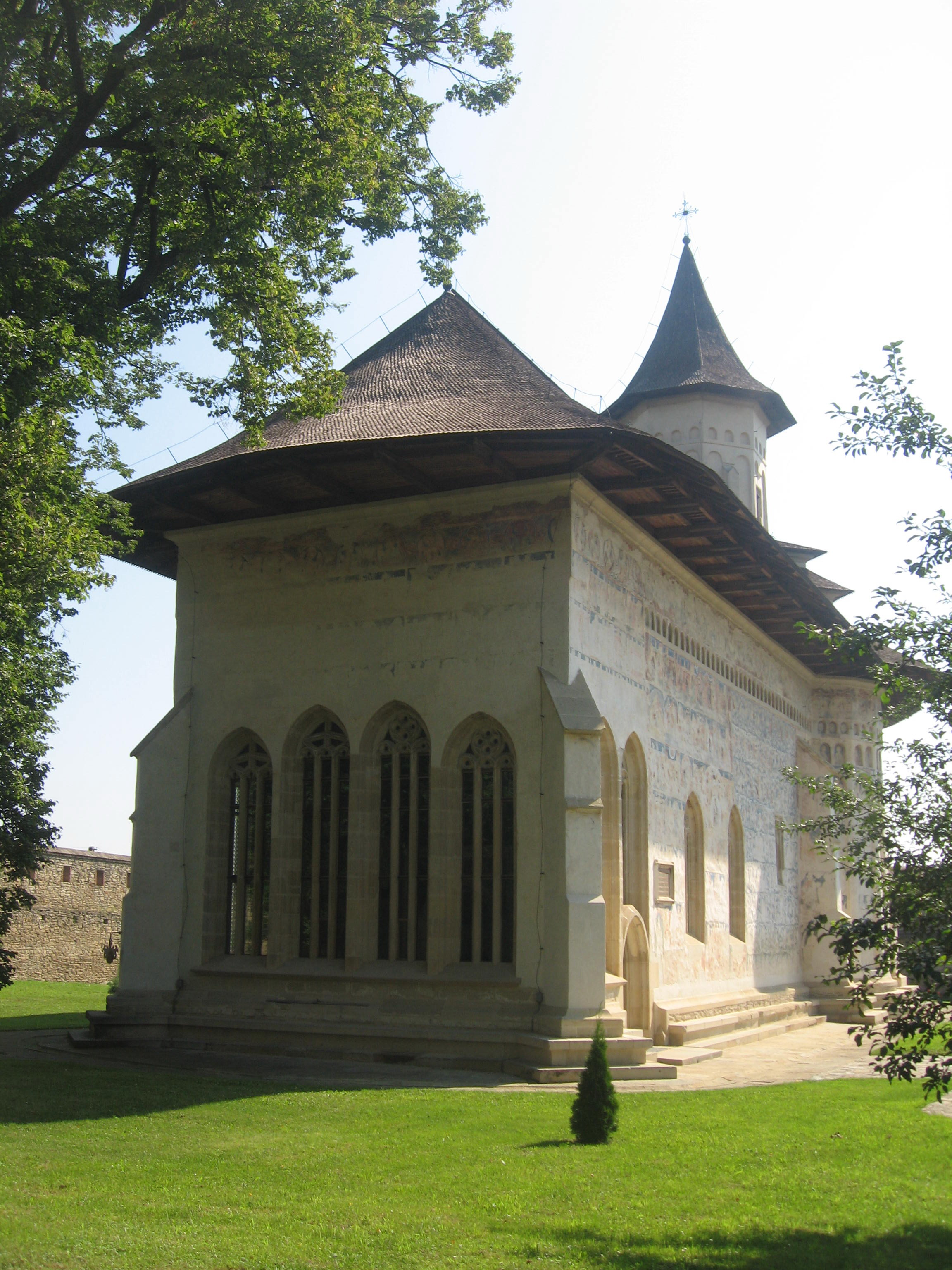
Biserica „Sf. Nicolae” văzută dinspre sud-vest
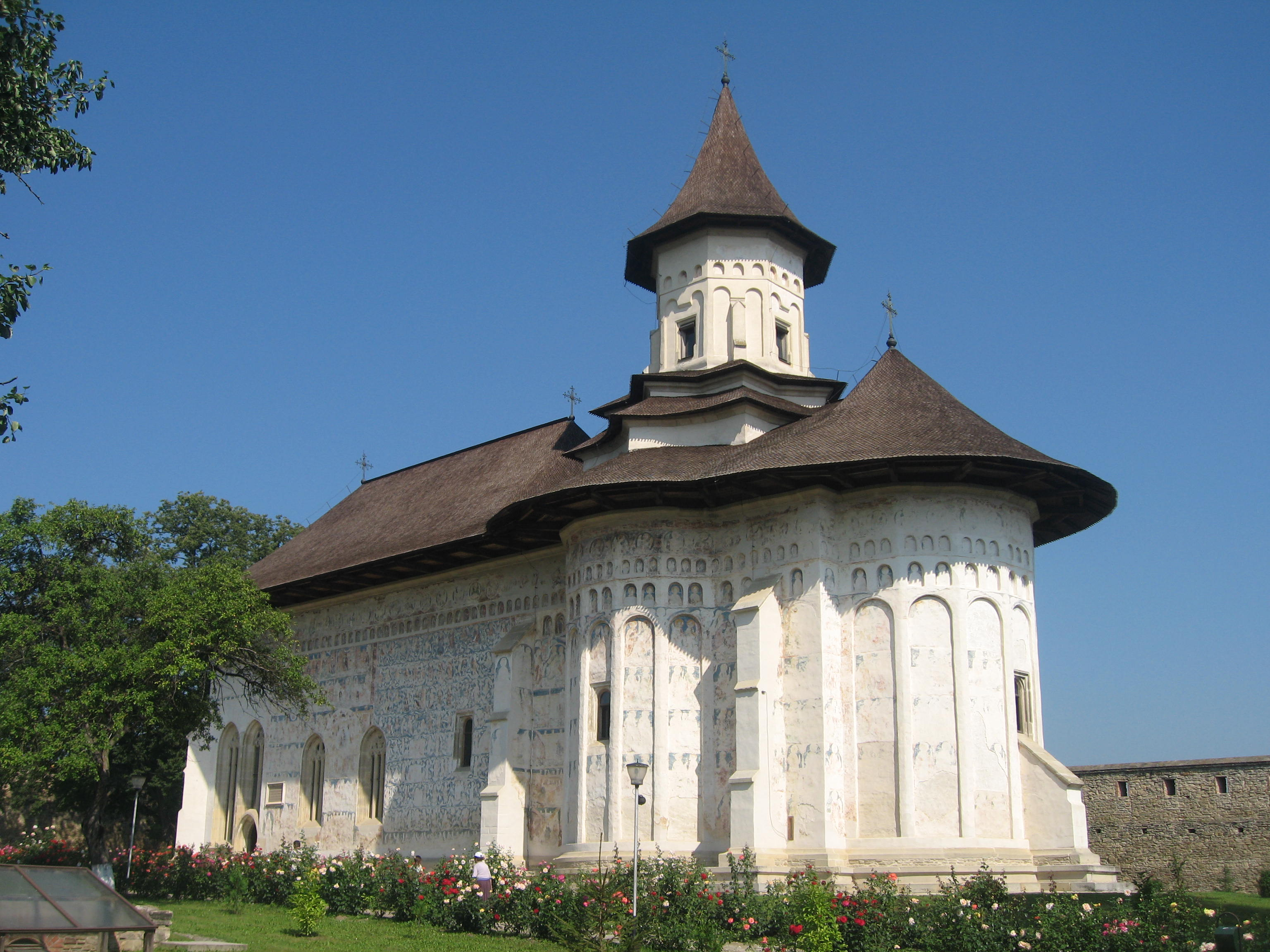
Biserica „Sf. Nicolae” văzută dinspre sud-est
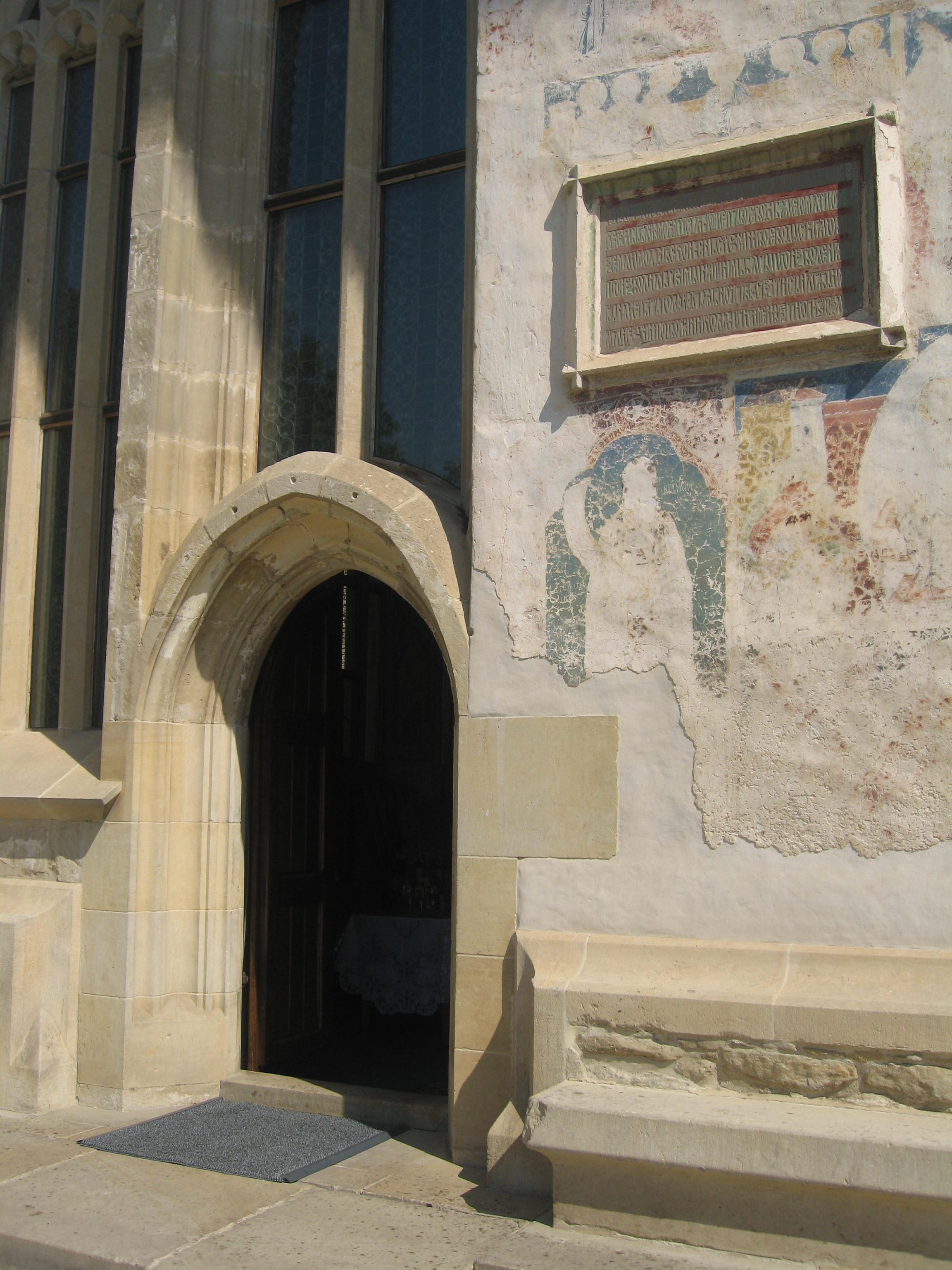
Ușa de pe latura sudică și pisania
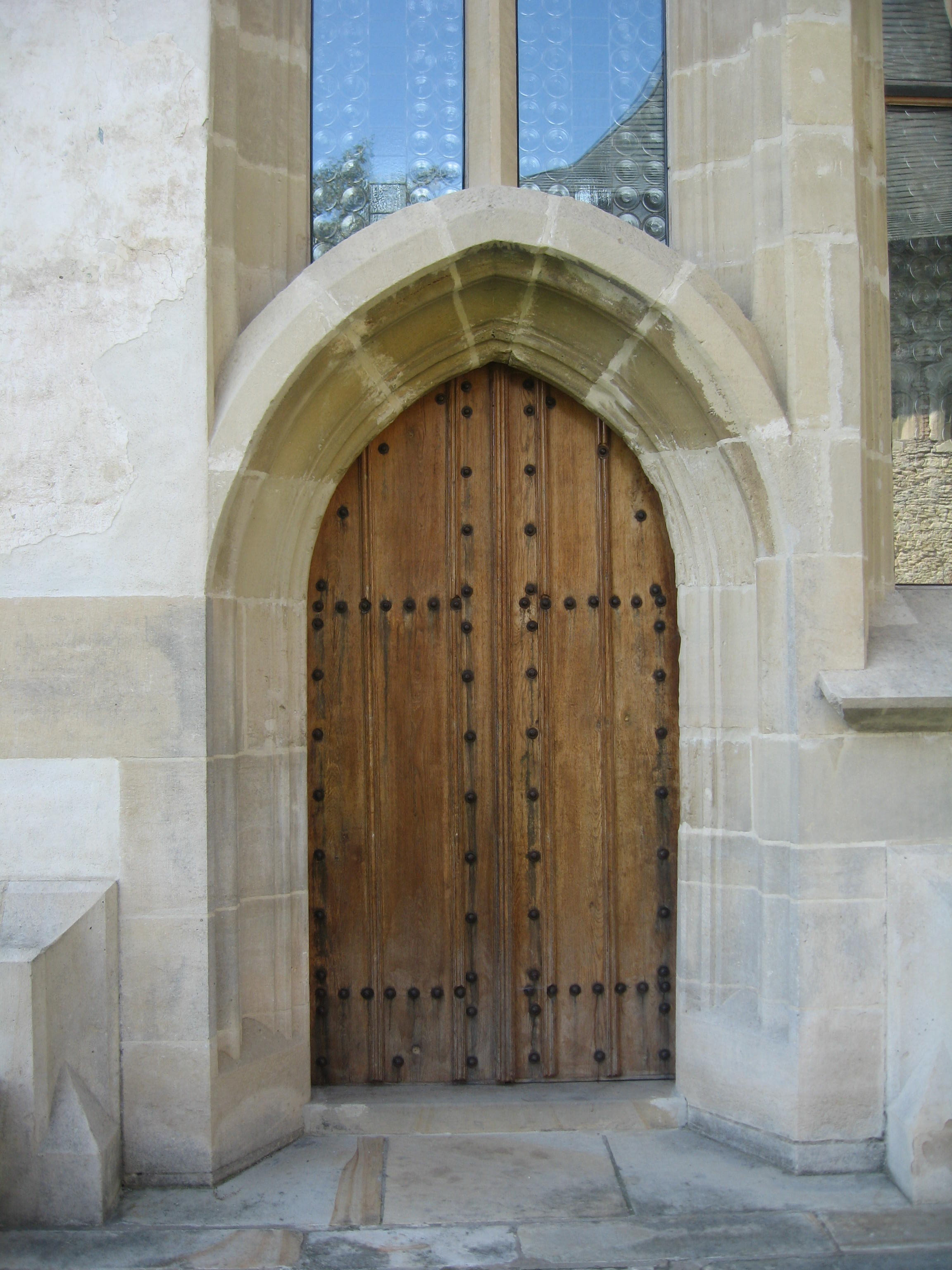
Ușa de pe latura nordică
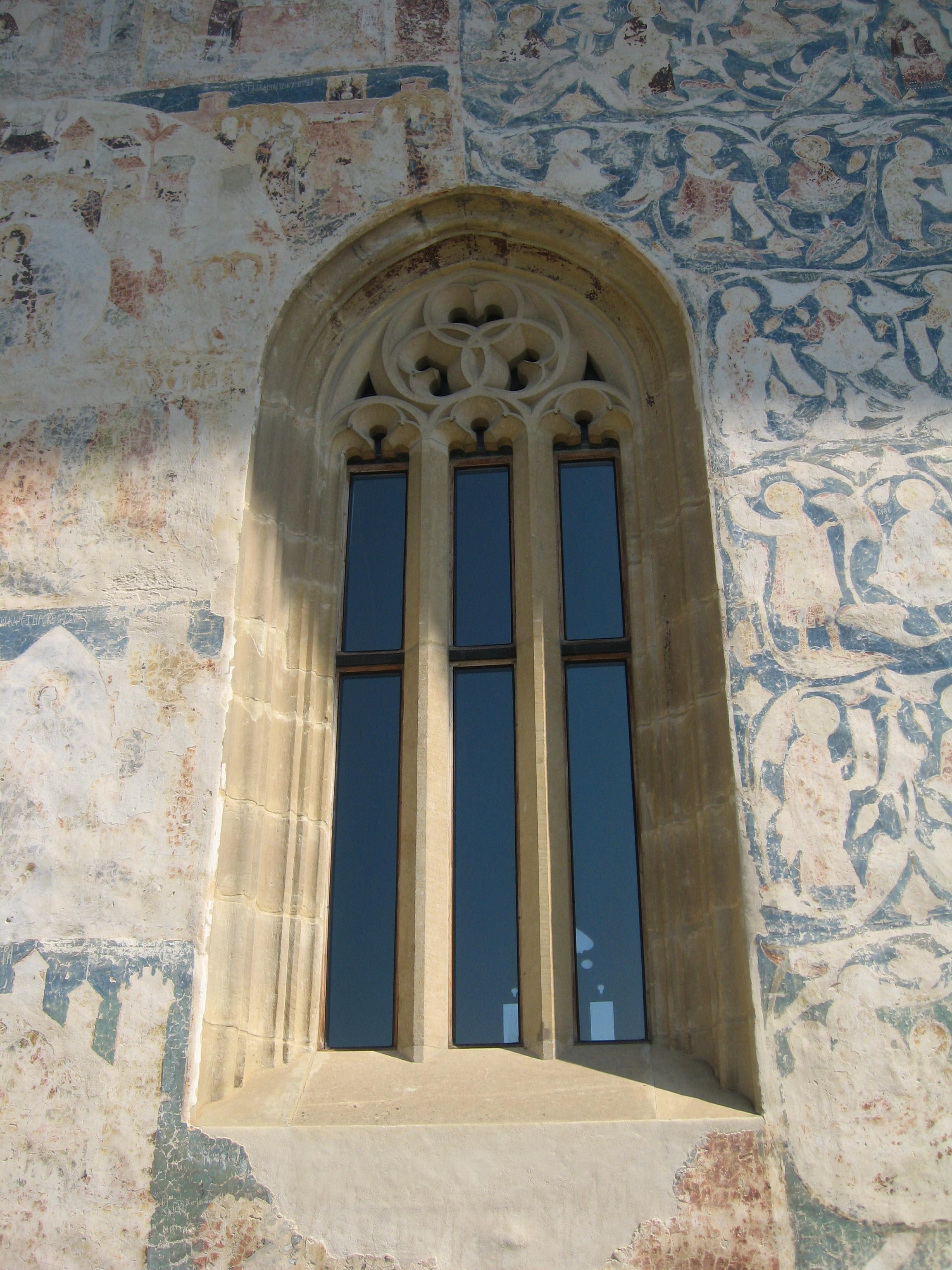
Fereastră gotică
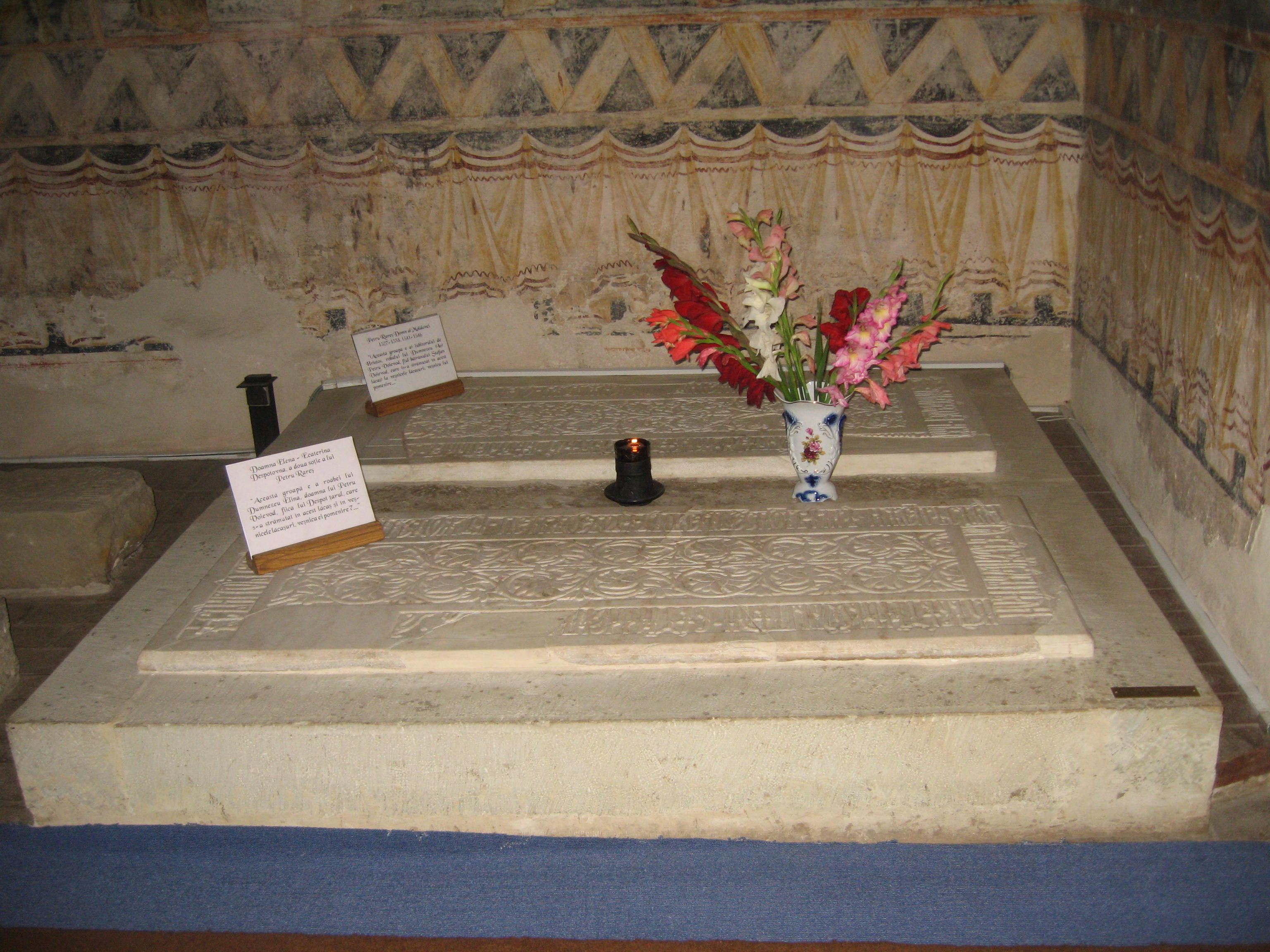
Mormintele lui Petru Rareș și al Doamnei Elena
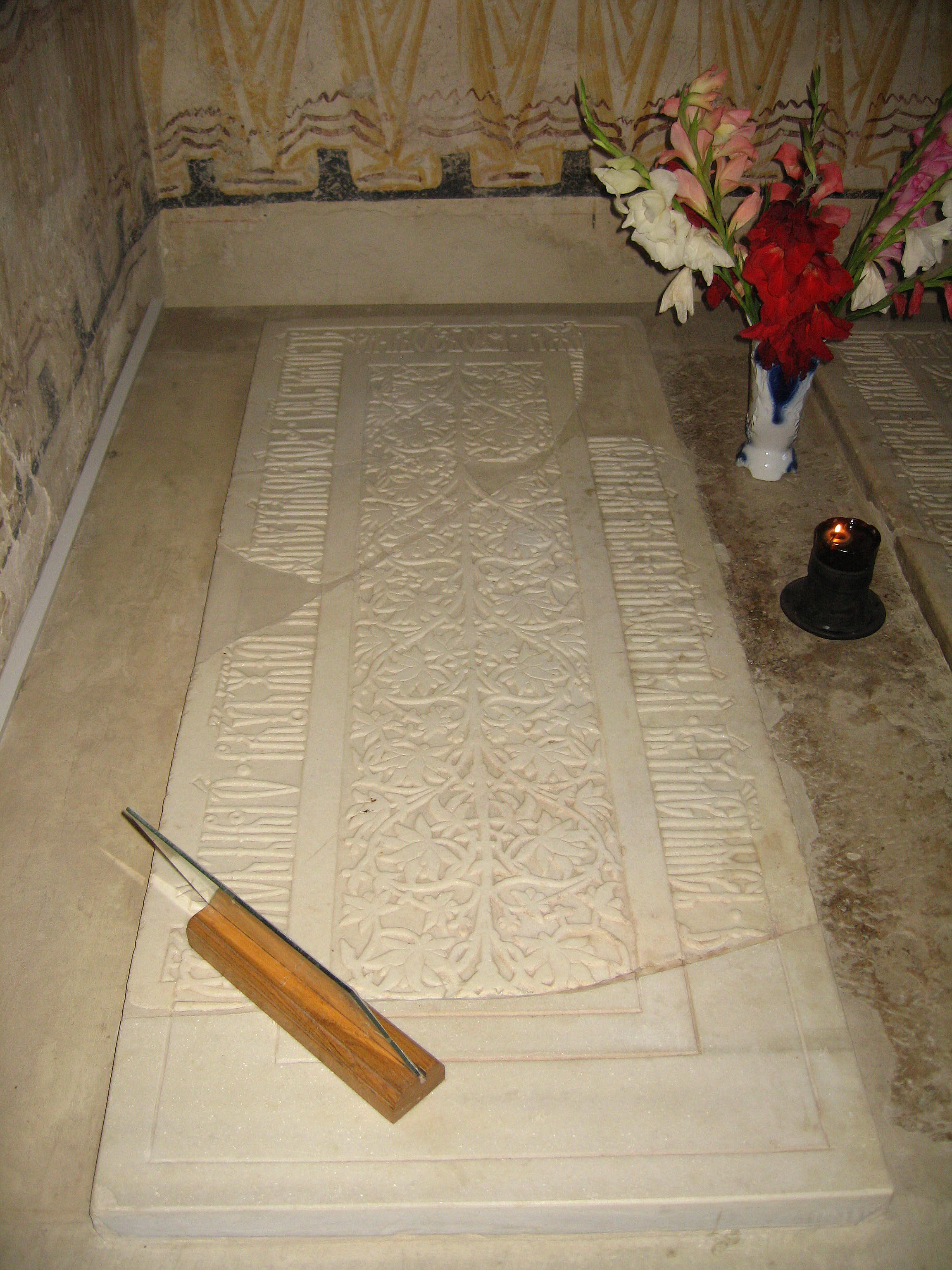
Piatra tombală a lui Petru Rareș
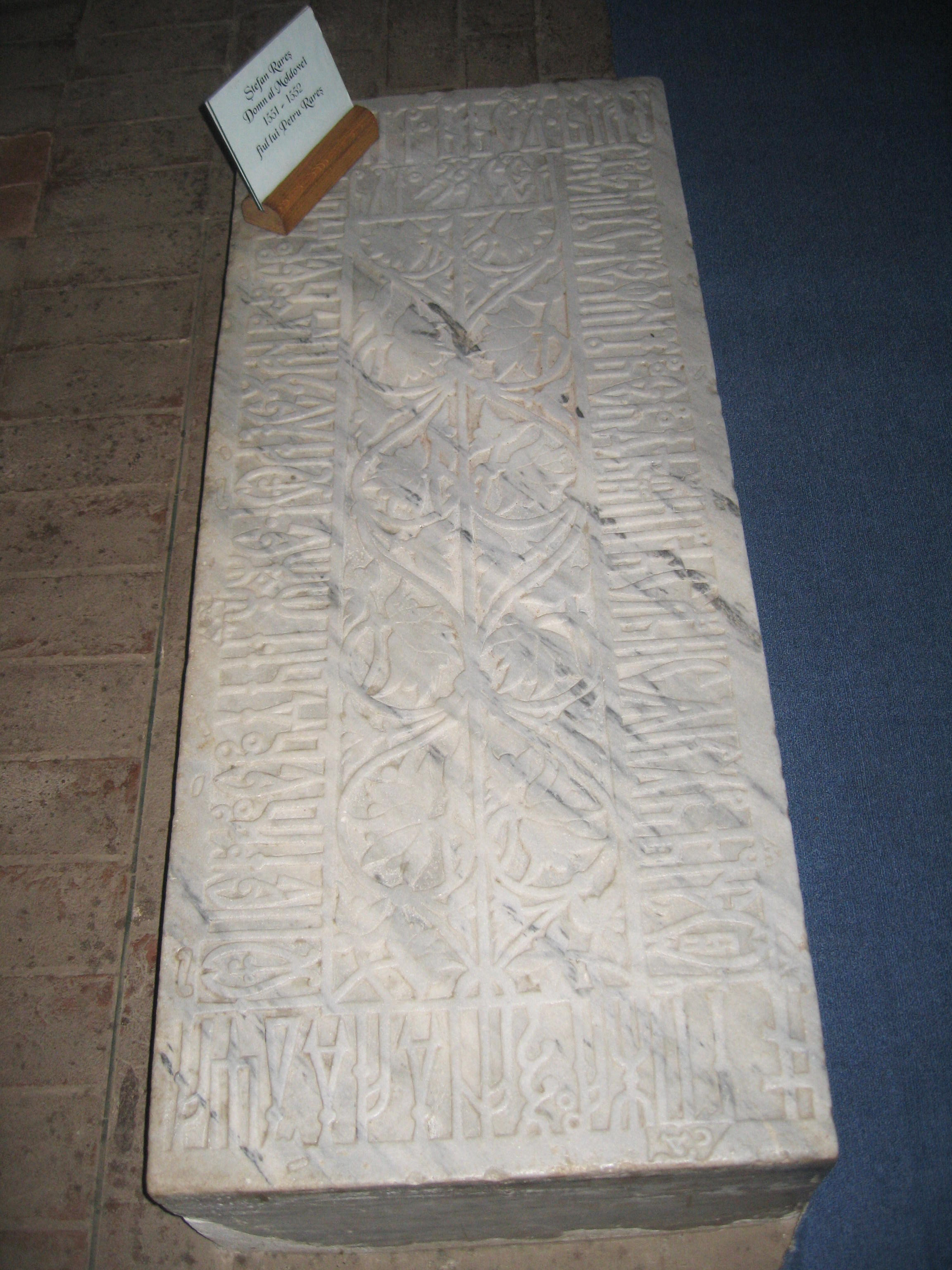
Lespedea funerară a lui Ștefan Rareș
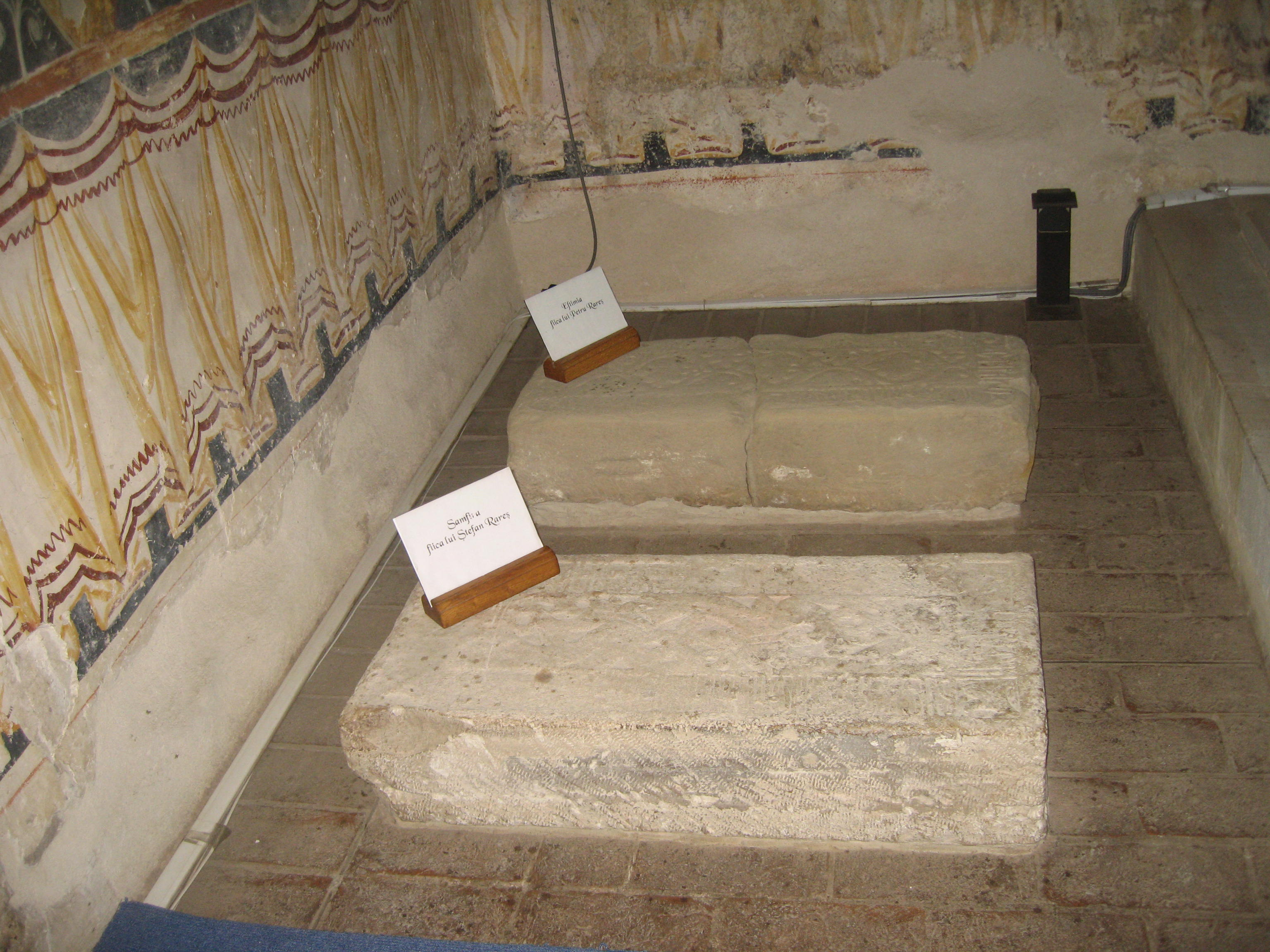
Mormintele celor două fete (Eftimia și Samfira)
Pictură murală din pronaosul bisericii
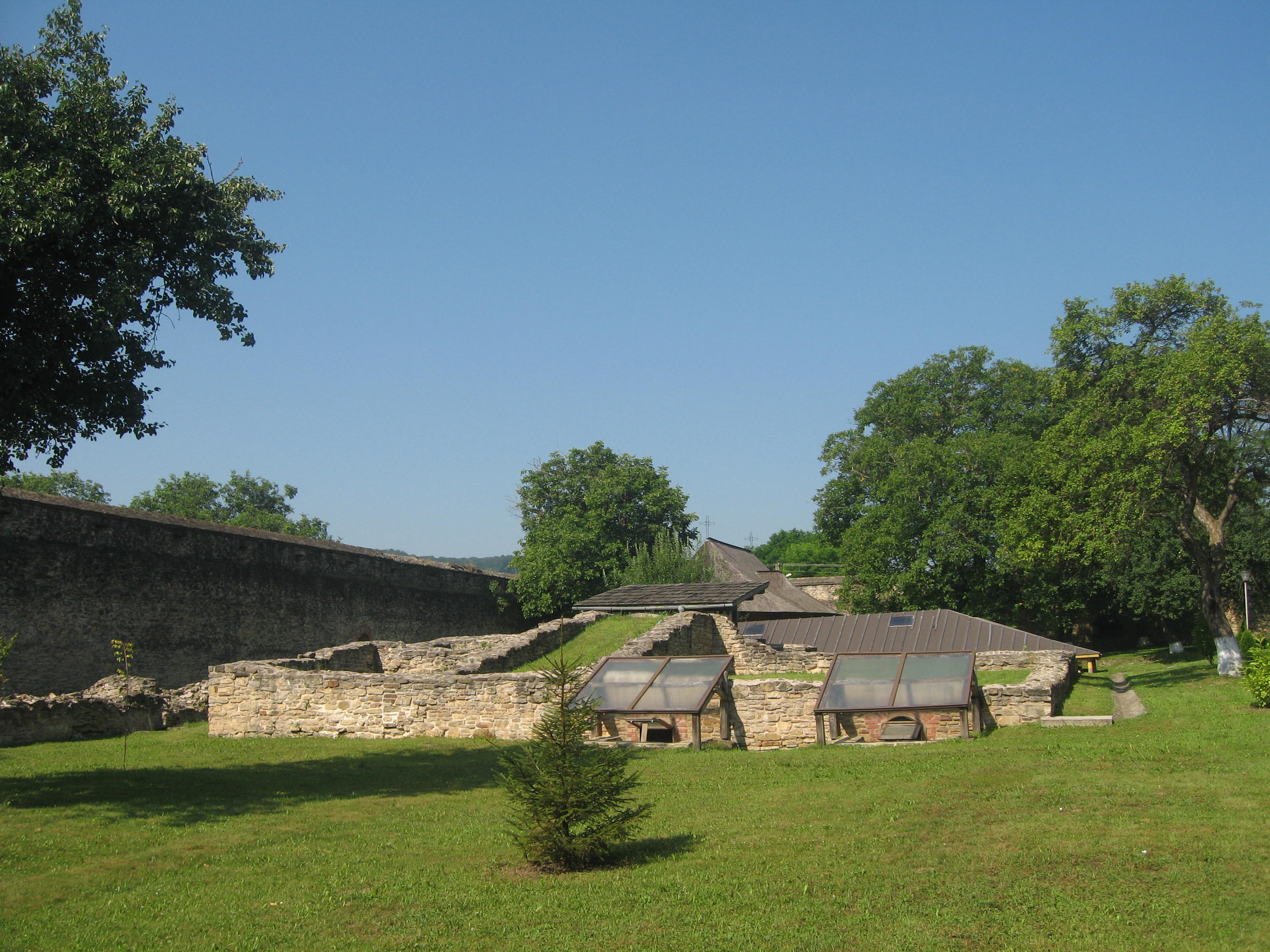
Ruinele Casei Domnești și a chiliilor
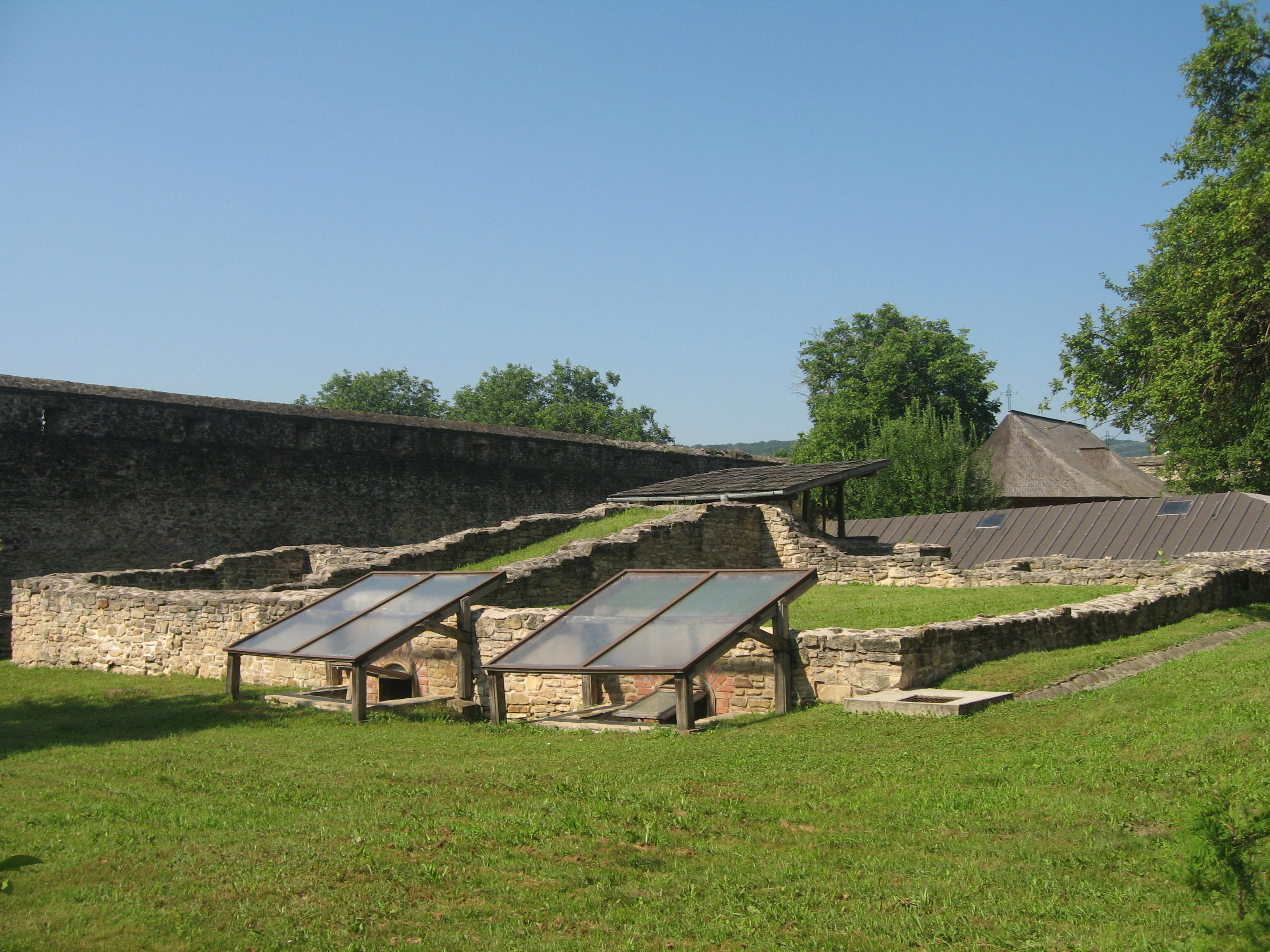
Ruinele Casei Domnești și a chiliilor
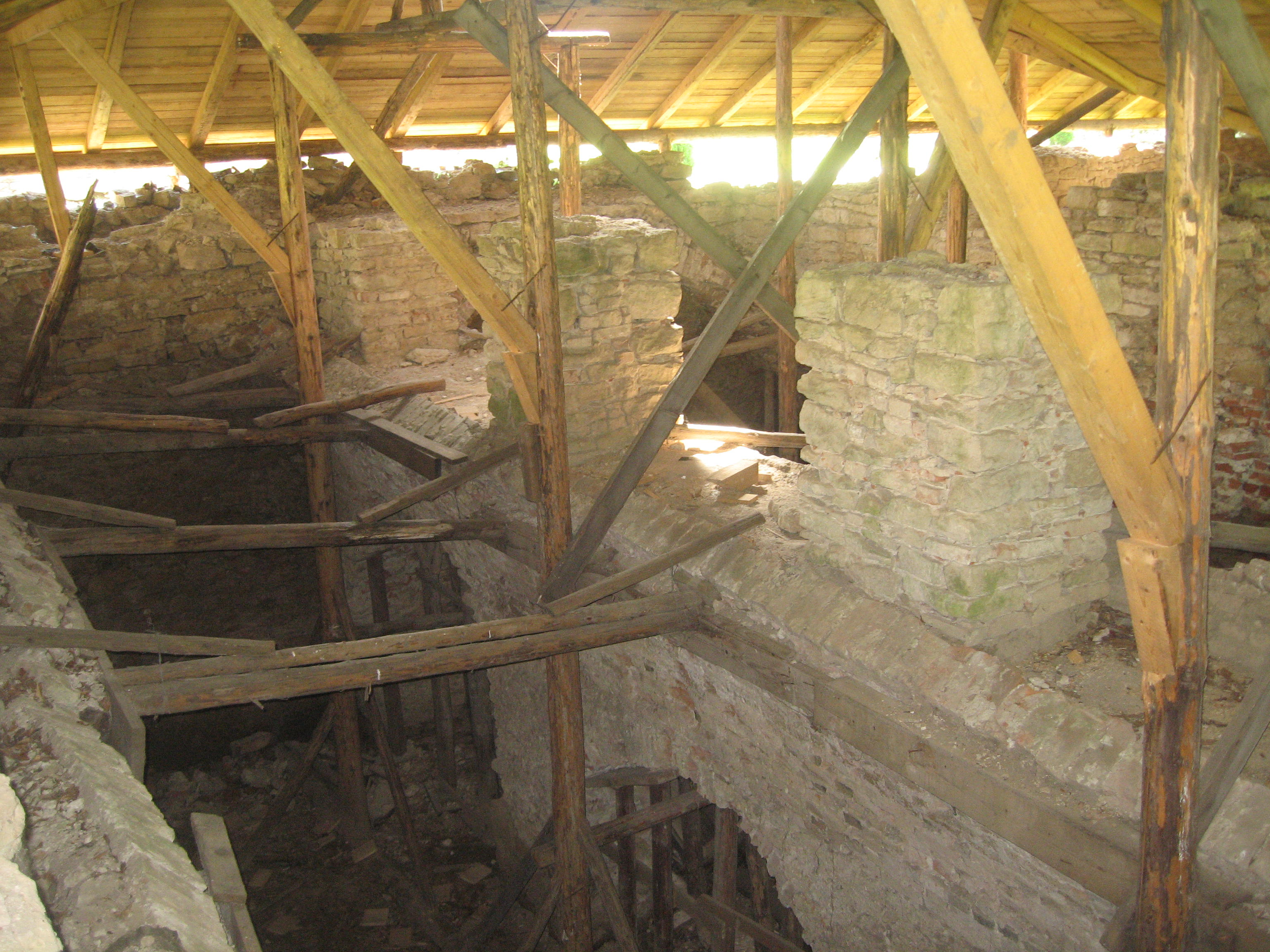
Ruine aflate în subteran
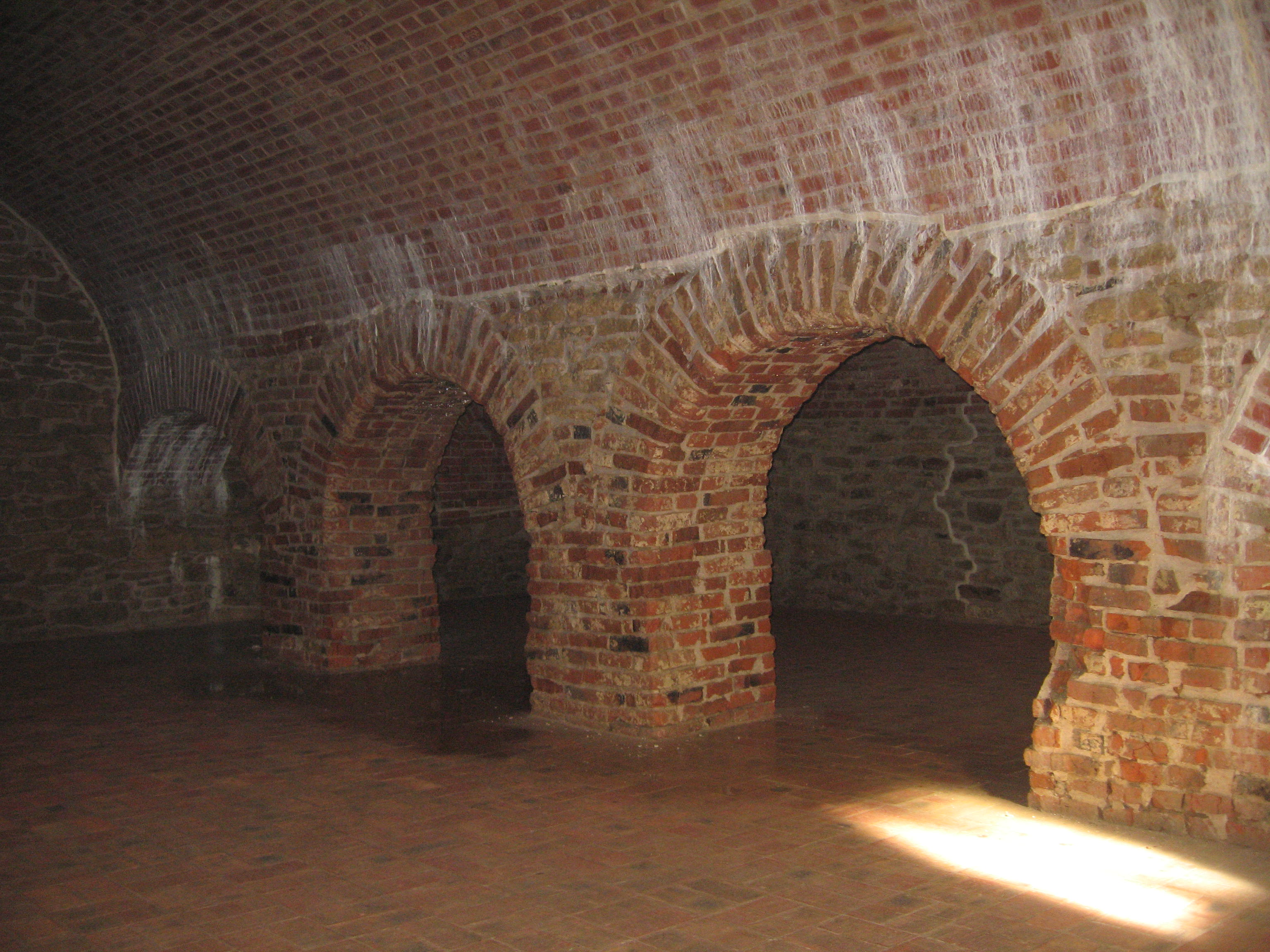
Pivniță refăcută